# Koala
Phascolarctos cinereus
Pour les articles ayant des titres homophones, voir Koalla et Coalla.
Cet article concerne l'espèce actuelle. Pour la famille (comprenant les espèces fossiles), voir Phascolarctidae. Pour les autres significations, voir Koala (homonymie).
Espèce
Répartition géographique
Statut de conservation UICN

 VU A2b+3bce+4bce : Vulnérable
Le koala (Phascolarctos cinereus), appelé aussi Paresseux australien, est une espèce de marsupiaux arboricoles herbivores, endémique d'Australie et le seul représentant encore vivant de la famille des Phascolarctidés. On le trouve dans les régions côtières de l'Australie-Méridionale et orientale, d'Adélaïde à la partie sud de la péninsule du cap York. Les populations s'étendent aussi sur des distances considérables dans l'arrière-pays australien (outback), là où l'humidité est suffisante pour le maintien de forêts. Les koalas d'Australie-Méridionale furent exterminés au début du XXe siècle, mais cet État fédéré a depuis été repeuplé grâce à des transferts du Victoria. Cet animal n'était plus présent ni en Tasmanie, ni en Australie-Occidentale, mais il y a été réintroduit,.
Le koala est étroitement lié à l'eucalyptus ou gommier, dont il ne mange que les feuilles de certaines espèces. Les mâles peuvent vivre en moyenne 15 ans, et les femelles 20 ans.
C'est, avec le kangourou, l'un des principaux symboles de l'Australie. Après avoir été chassé massivement pour sa fourrure, il est aujourd'hui principalement menacé par la fragilité et le recul de son biotope. Il reste moins de 80 000 koalas vivant en liberté et ce nombre continue de décliner. Les koalas disparaissent à cause des menaces qui pèsent sur leur habitat et des vagues de chaleur dues au réchauffement climatique. Ils ont ainsi perdu 80 % de leur habitat naturel.

## Étymologie et dénominations
Le mot « koala » vient du darug gula, qui signifie « pas d'eau ». À l'origine en effet était véhiculée l'idée selon laquelle ces animaux pouvaient survivre sans boire dans la mesure où, à l'observation, ils ne descendaient pas souvent des arbres. Toutefois, ceci s'est vite révélé être un mythe : les koalas ont besoin de boire, simplement ils n'ont pas besoin de boire souvent eu égard à la forte teneur en eau contenue dans les feuilles d'eucalyptus[réf. incomplète]. Bien que la voyelle « u » ait été retranscrite dans l'orthographe anglaise par « oo » (avec des orthographes telles que coola ou koolah), elle a été changée en « oa », peut-être par erreur. Des mots liés sont kula de Georges River au sud et ouest de Sydney, et kulla ou kūlla au sud-est du Queensland chez le peuple Dippil. Une autre hypothèse est que le terme « koala » provient directement d'un nom aborigène du district de Hawkesbury River près de Sydney.
Le koala a divers noms autochtones, indigènes et aborigènes dépendamment des dialectes qui appartiennent tous aux langues indigènes et aborigènes de l'est de l'Australie. Parmi les noms autochtones relevés et leurs orthographes, on trouve : kaola, koalo, colah, coola, colo, coloo, koolewong, koobor, koolah, karbor, boorabee, goribun, koala, cullawine, koolawong, coolbun, burroor, bangaroo, pucawan, banjorah, burrenbong.
En raison de la supposée ressemblance du koala avec l'ours, il a souvent été appelé à tort koala ours (« koala bear » en anglais), en particulier par les premiers colons.
Le nom générique, Phascolarctos, est dérivé des mots grecs phaskolos (« poche ») et arktos (« ours »). Le nom spécifique, cinereus, signifie « cendré » en latin, en raison de sa couleur.
Le koala est aussi surnommé paresseux australien ou paresseux marsupial.

## Description
Avec son petit corps trapu, ses membres courts et ses grandes oreilles rondes, le koala ressemble au wombat, son plus proche cousin non éteint, qui vit également en Australie mais qu'on rencontre non pas dans les forêts australiennes mais en montagne. La fourrure du koala est cependant plus épaisse, ses oreilles bien plus grandes et ses membres plus longs.

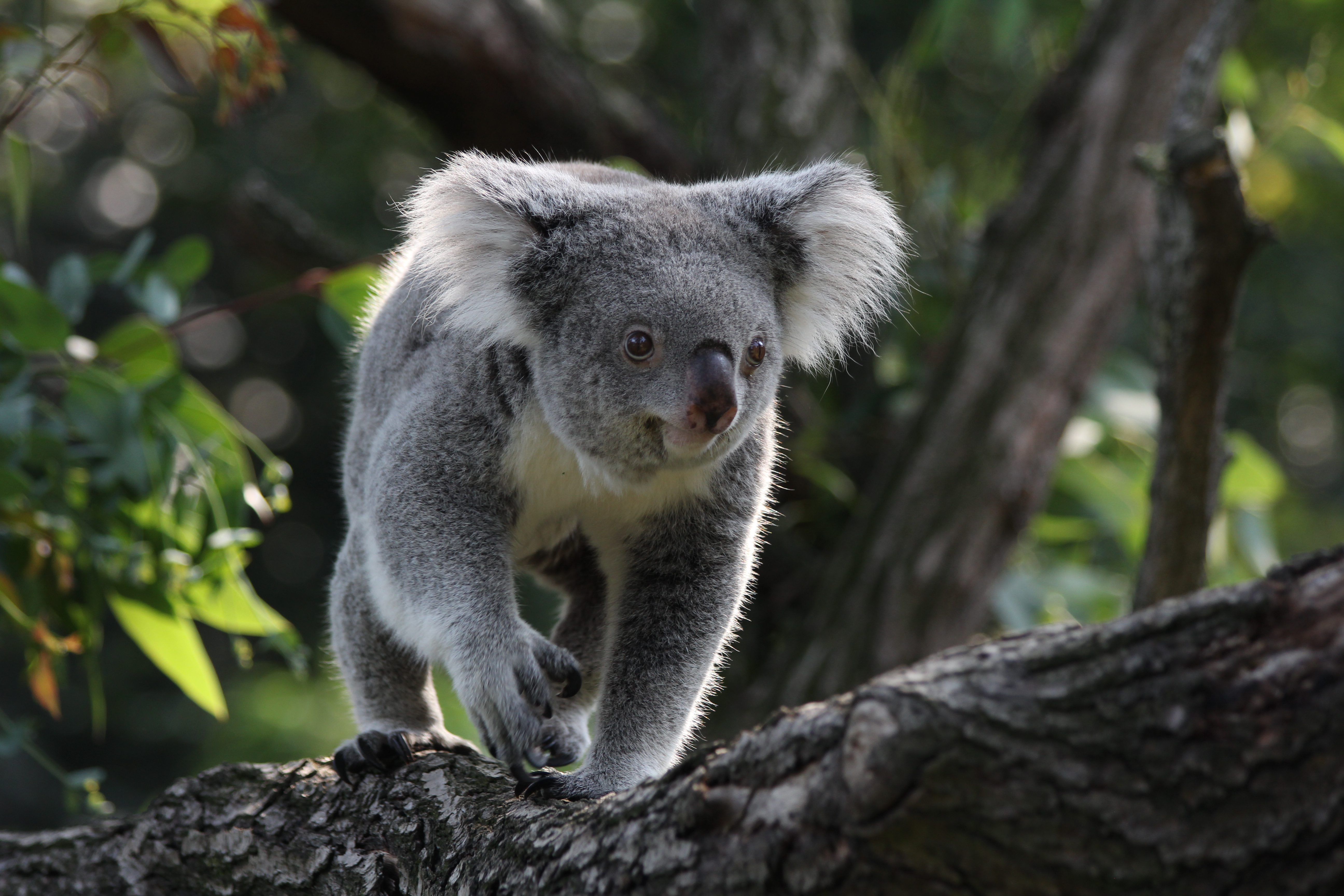
Koala de face.
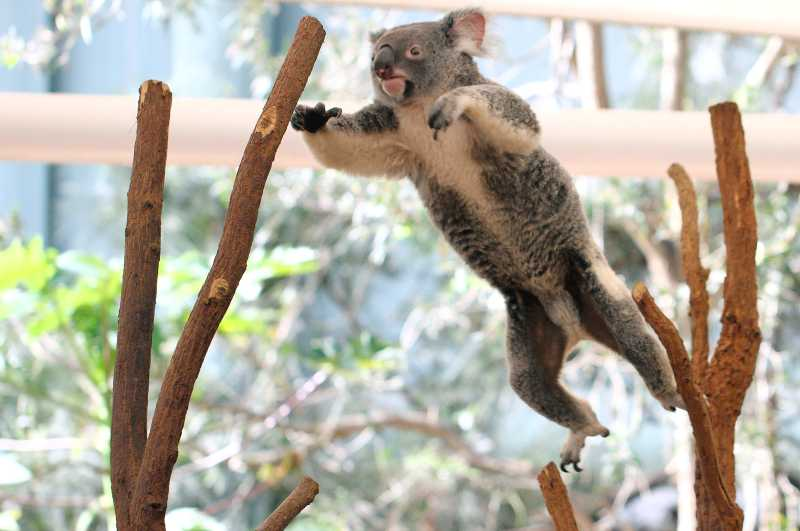
Face ventrale d'un Koala bondissant.
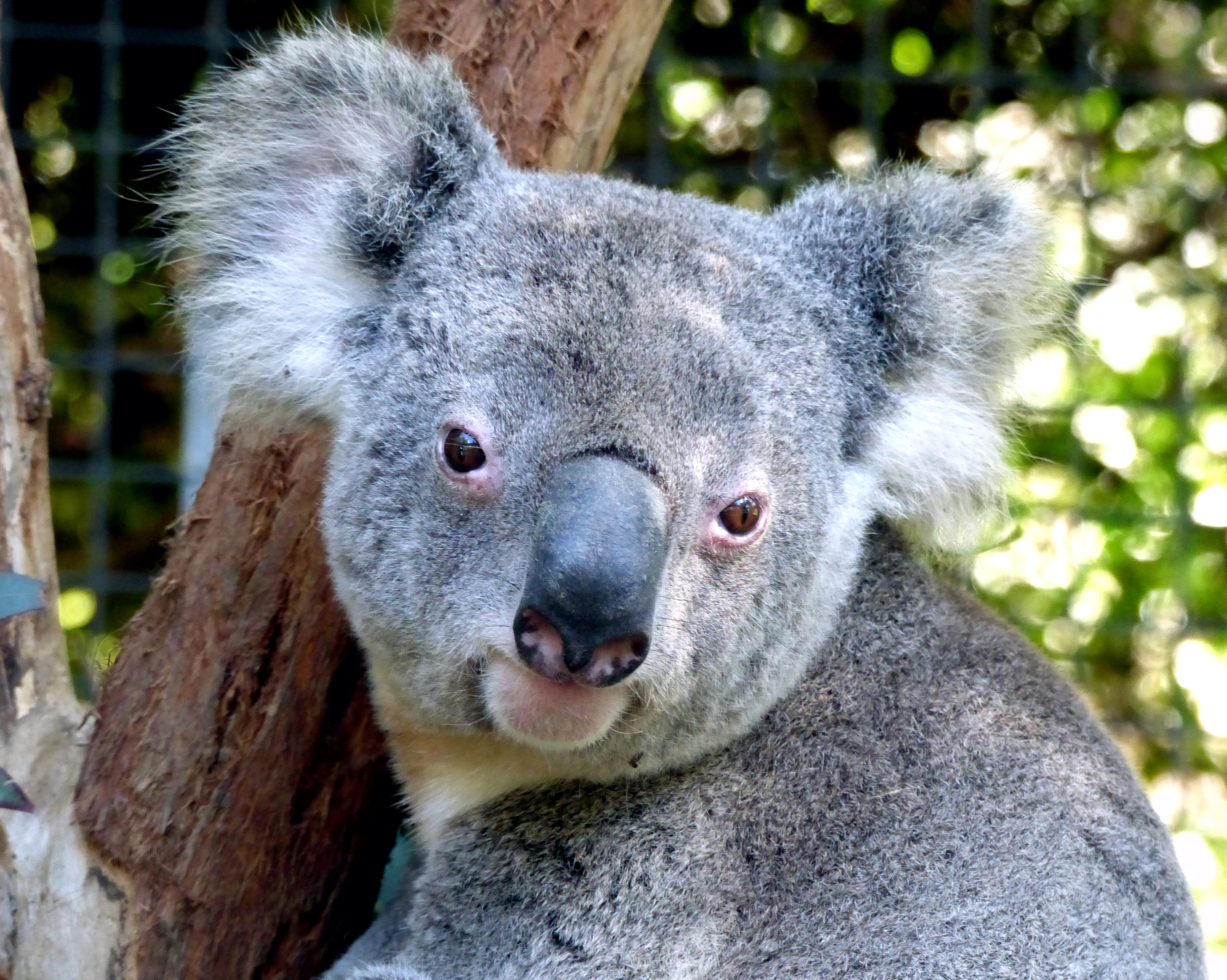
Tête d'un adulte de face
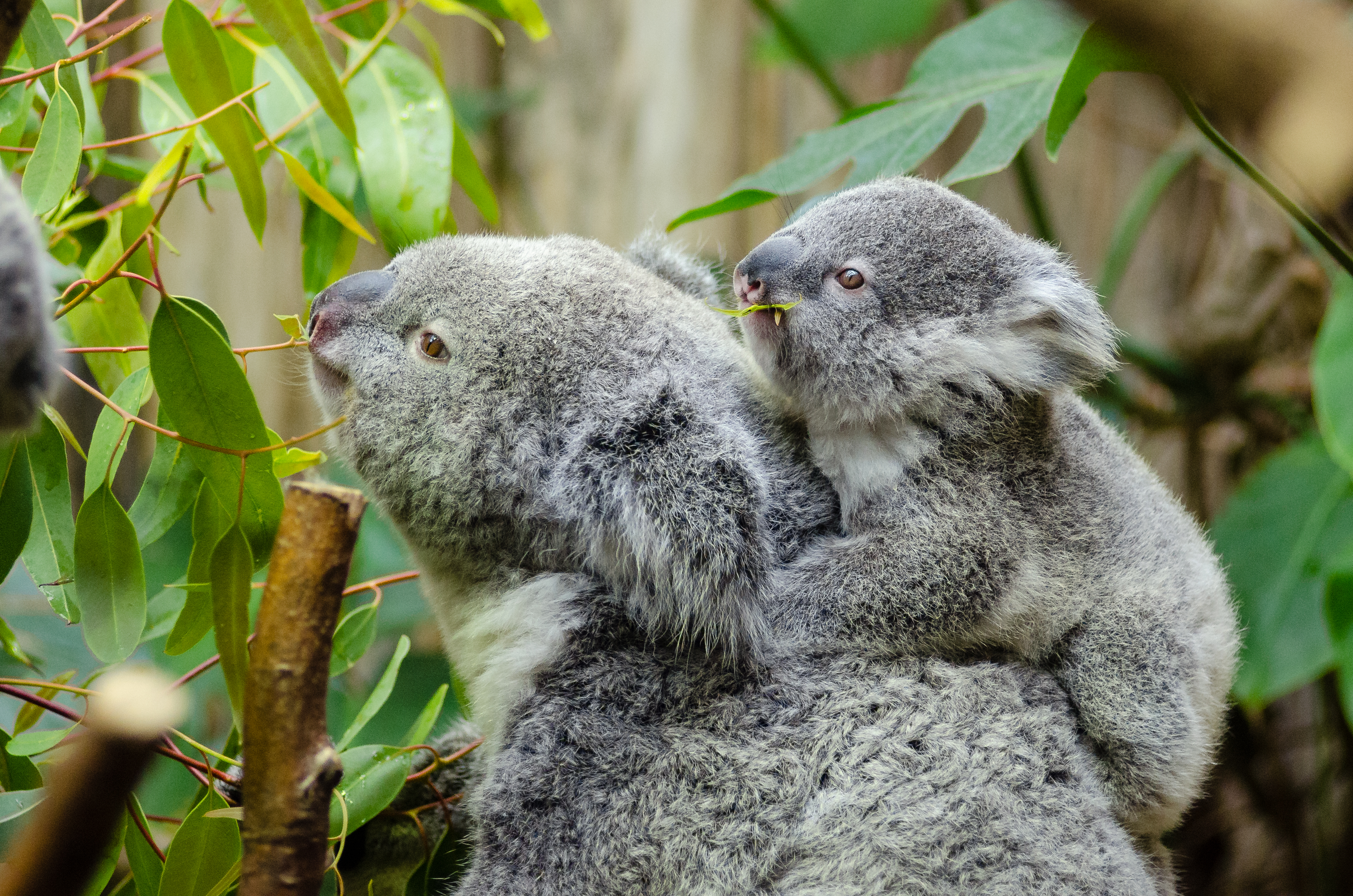
Têtes de profil d'un adulte et un jeune.
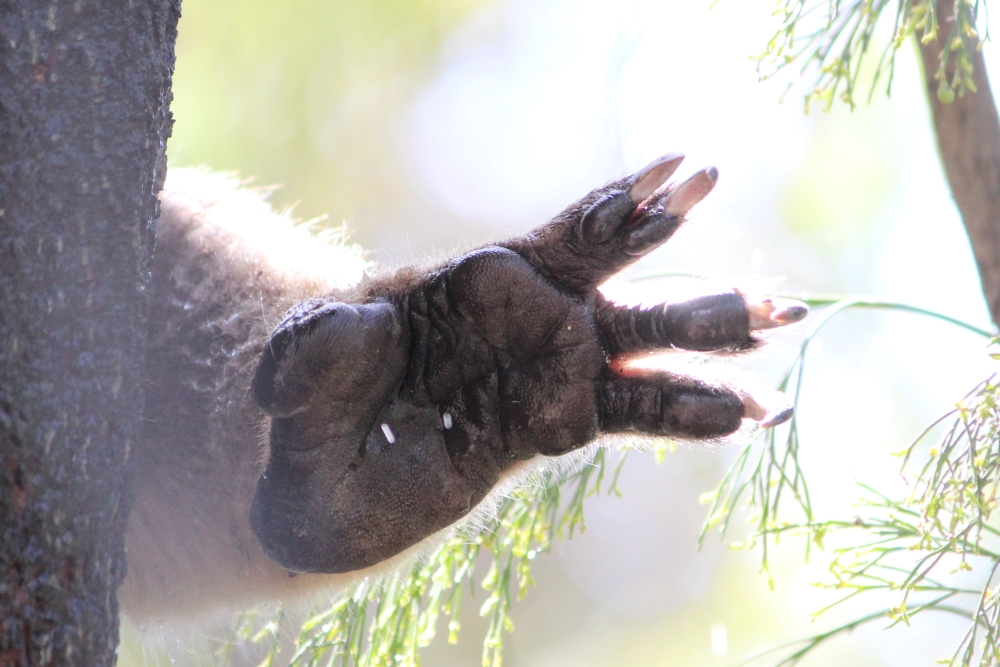
Plante du membre inférieur.

### Morphologie

#### Poids et taille
Le koala mesure entre 61 et 85 cm et pèse entre 4 et 14 kg pour l'espèce type. Les mensurations et les proportions d'un animal adulte dépendent de l'âge, du sexe, de l'alimentation et de la région. Dans les climats plus frais, les koalas sont en général plus gros. Les mâles adultes peuvent atteindre jusqu'à 14 kg, les femelles jusqu'à 11 kg. La moyenne pondérale des animaux des régions septentrionales est plus faible, les mâles atteignant 12 kg et les femelles 8 kg. Les koalas du Queensland, région aux faibles précipitations, sont généralement plus petits : le poids moyen des mâles atteint 8 kg, celui des femelles 6 kg.

#### Fourrure
Le koala a une fourrure laineuse marron-gris argenté, qu'il entretient régulièrement, ce qui permet à l'eau de pluie de perler comme sur le plumage d'un canard. Cette couleur lui permet de passer inaperçu parmi les branches d'eucalyptus. Les poils des oreilles forment des franges blanches. La fourrure plus dense du postérieur sert aussi de coussin à l'animal.
La fourrure compte 55 poils/mm2 ; celle du dos couvre 77 % de son corps, contre 13 % pour celle du ventre. La longueur des poils et leur densité dépend de la saison, avec une diminution en été. Moins épaisse et moins foncée chez les individus des régions plus chaudes, la fourrure joue un rôle d'isolation thermique important. Même par fort vent froid, sa capacité ne baisse que de 14 %, niveau comparable à celui de la faune arctique.
Il existe des mutations génétiques affectant la coloration de la fourrure. Quelques rares koalas sont albinos : en l'absence de mélanine, ils n'ont qu'un léger marquage doré sur un pelage presque blanc, des yeux rouges et le nez rose. Très rarement également, les koalas peuvent avoir une fourrure blanche en raison d'un leucistisme : leur poil est blanc mais le nez et les yeux pigmentés normalement.

#### Tête
Les oreilles sont rondes et poilues, le chanfrein noir et glabre, le nez glabre, sombre et très bombé. Ce nez proéminent et ces grandes oreilles montrent que l'olfaction et l'audition jouent un rôle important dans sa vie. Le koala possède une grosse tête comparativement à son corps, dont la masse cérébrale est relativement faible. Le cerveau des ancêtres du koala moderne remplissait auparavant toute la boite crânienne mais s'est réduit considérablement avec l'espèce actuelle. C'est une dégénérescence que les scientifiques interprètent comme une adaptation à un régime énergétiquement pauvre. C'est un des plus petits cerveaux chez les marsupiaux et chez les mammifères en général, car il représente seulement 0,2 % de sa masse pondérale. Environ 40 % de la cavité crânienne sont remplis de liquide cérébrospinal, tandis que les deux hémisphères cérébraux sont comme « une paire de cerneaux de noix ratatinés en haut du tronc cérébral, sans contact, ni entre eux, ni avec aucun des os du crâne ».
Contrairement aux autres marsupiaux, la fente des pupilles est verticale chez le koala.

#### Membres
Les koalas ont cinq doigts et orteils à l'extrémité de chaque membre. Les deux premiers doigts des pattes antérieures sont opposables aux trois autres, et les trois premiers des pattes postérieures aux deux autres, ce qui leur permet de grimper plus facilement aux arbres. Le koala possède une main préhensile. Avec ses griffes pointues et aiguisées et ses coussinets rugueux, elle leur permet de saisir des branches et de grimper aux arbres. Ses pieds sont munis d'un pouce sans griffe et les deuxième et troisième orteils ont fusionné, comme pour tous les membres des diprotodontes. Cette syndactylie permet aux griffes voisines de fonctionner comme un peigne et d'éliminer les tiques dont il souffre souvent. C'est l'un des rares animaux, avec les primates, à disposer d'empreintes digitales et ces dermatoglyphes sont comparables aux empreintes digitales humaines, de sorte qu'il est difficile d'en distinguer l'origine,,.
Le pelvis et le bassin sont statiques, ce qui peut le gêner dans certains de ses mouvements.

#### Colonne vertébrale et queue

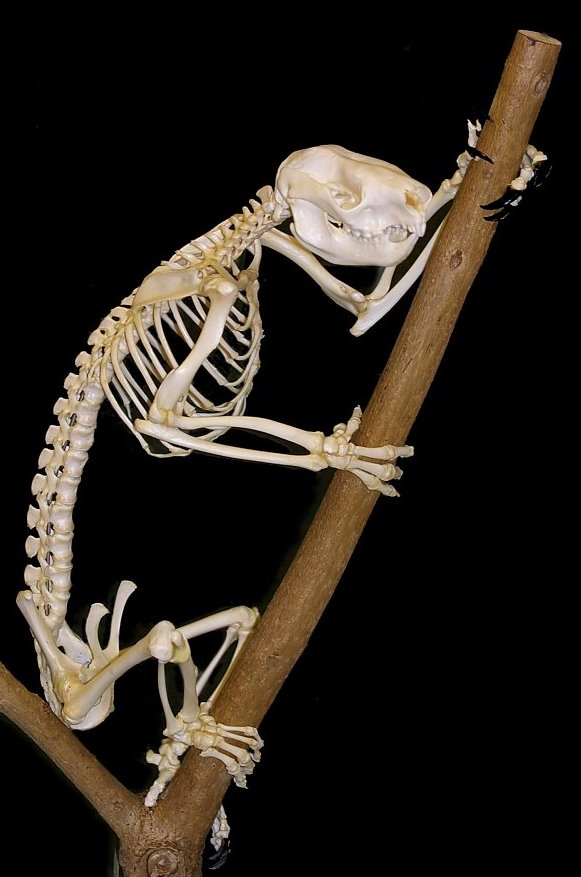
Squelette de koala.

Le koala possède 6 à 7 vertèbres caudales, en comparaison du wombat qui en a 12 à 13.
Le koala est le seul marsupial dépourvu de queue. Comme chez l'humain, elle n'existe qu'à l'état de vestige. Sa morphologie en bouteille lui permet cependant d'assurer une bonne stabilité lorsqu’il est à la fourche des branches.

### Physiologie
Le caryotype du koala est 2n=16 chromosomes.
En raison du déroulement particulier de la gestation et de la naissance chez les marsupiaux, les koalas ne possèdent pas d'ombilic.
La température corporelle est, avec 36,6 °C, légèrement inférieure à la moyenne des autres mammifères. Leur cœur bat entre 70 et 140 fois par minute (en fonction de divers facteurs, dont l'âge du koala). Le pouls est cependant difficile à mesurer car les koalas ont une arythmie sinusale, ce qui signifie que leur pouls et leur respiration ne sont pas synchronisés. Les modifications du pouls ne reflètent pas véritablement le travail du cœur.

#### Adaptations liées au régime à base d'eucalyptus

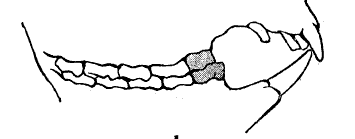
Denture d'un koala, de gauche à droite :, (en sombre), diastème,,.

Leurs mâchoires massives et leurs dents sont adaptées à leur régime herbivore spécialisé dans l'eucalyptus tout en restant comparables à celles de tous les diprotodontés comme les kangourous et les wombats. Les muscles masticateurs sont puissants. Ils ont des incisives tranchantes, pour couper les feuilles, séparées par un vaste diastème des molaires qui servent à les broyer. Le koala possède aussi des abajoues.
Le cæcum, d'une longueur exceptionnelle de 2,5 m en forme d'appendice, leur permet de digérer cette nourriture indigeste.
C'est d'ailleurs en raison du manque d'apport énergétique suffisant que le métabolisme des koalas s'est adapté pour devenir l'un des plus lents du monde animal.

#### Capacités sensorielles
Essentiellement nocturne, le koala possède une bonne ouïe et une vision plutôt médiocre. Son gros nez est particulièrement sensible aux odeurs et l'informe sur ce qui concerne sa survie, son territoire et les possibilités d'accouplement : il lui permet de reconnaître les feuilles d'eucalyptus qui ne doivent pas contenir trop de toxines, mais aussi la présence d'ennemis dans les parages, les marquages odorants étrangers selon le sexe ainsi que la présence de couples mère-enfant.

### Dimorphisme sexuel

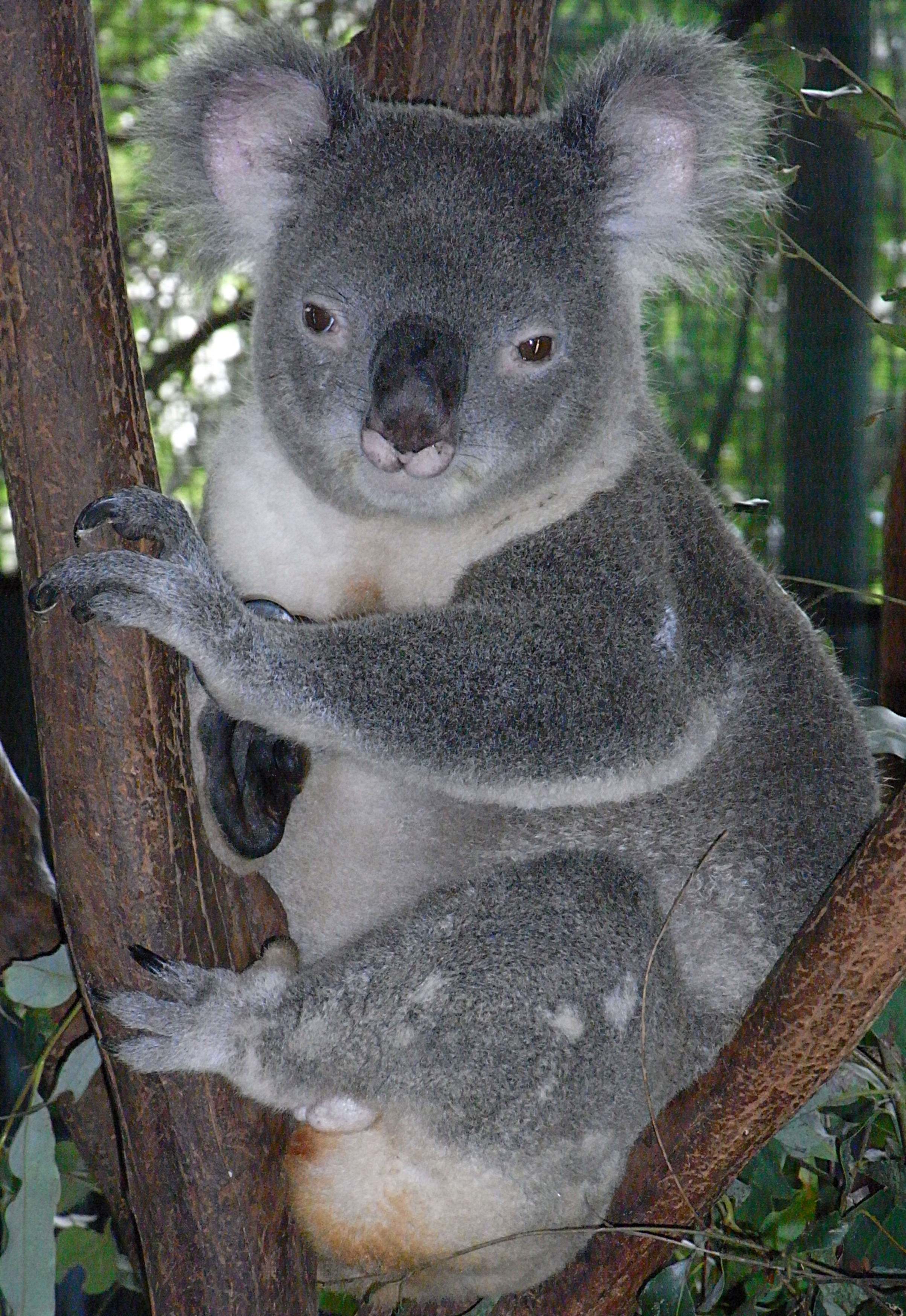
Koala mâle.

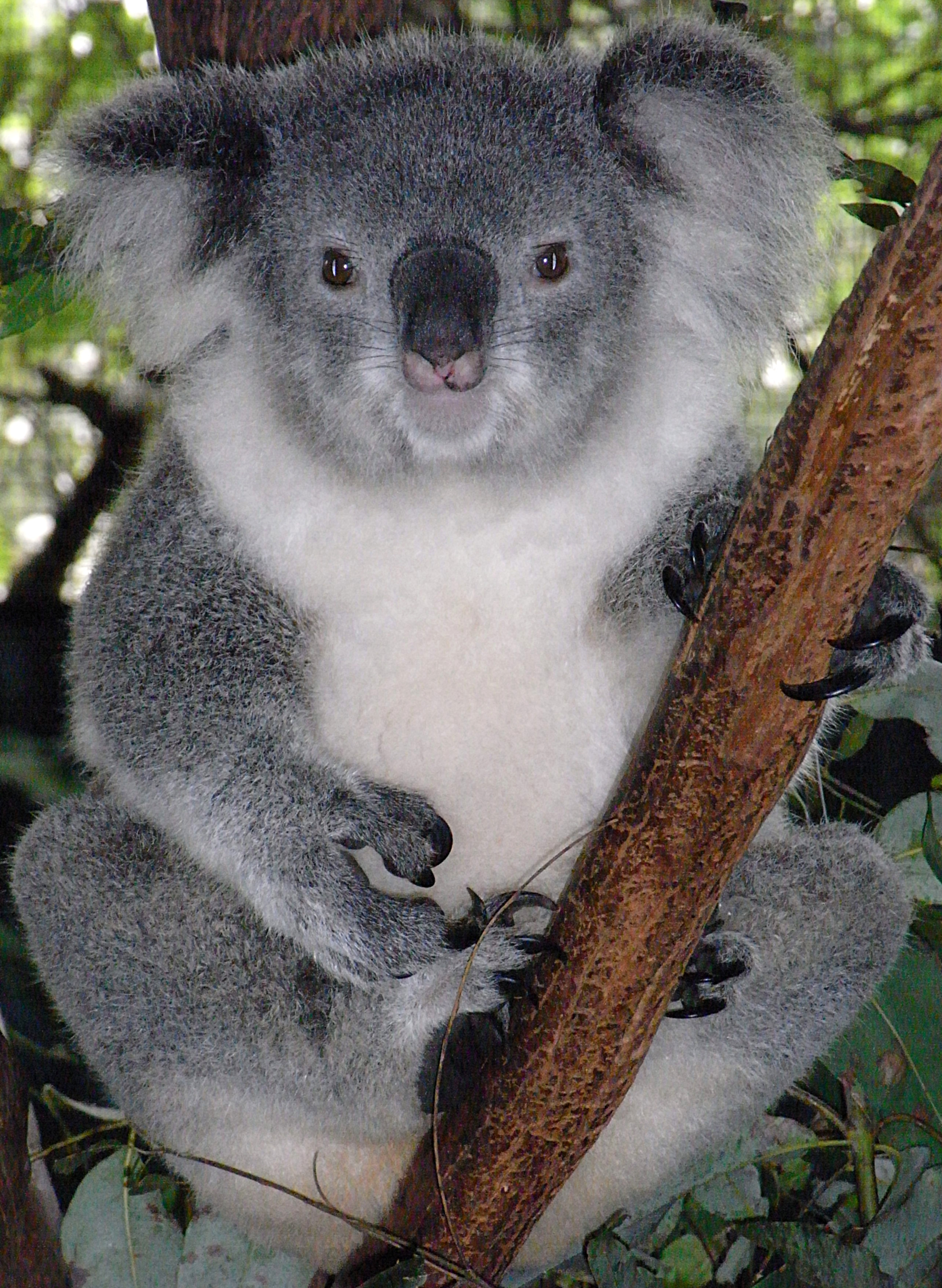
Koala femelle.

Le dimorphisme sexuel est marqué chez les koalas. Les mâles adultes peuvent être jusqu'à deux fois plus gros que les femelles adultes et possèdent une courbure du nez plus crochue ainsi qu'une tête d'une forme un peu différente. Les mâles se différencient aussi des femelles par leur scrotum et leurs glandes pectorales odorifères, leur large menton et leurs oreilles plus petites. Le koala mâle est doté d'un pénis de 1,9 cm de long au gland bifide. Les femelles se caractérisent par leur poche ventrale, un menton plus pointu et une tête plus fine. La poche, comme chez les wombats et contrairement aux kangourous, est munie d'une ouverture dirigée vers le bas et l'arrière. Elle ne contient que deux tétons pour alimenter le bébé. La femelle possède deux vagins latéraux et deux utérus séparés, trait commun à tous les marsupiaux.

## Répartition et habitat

### Répartition

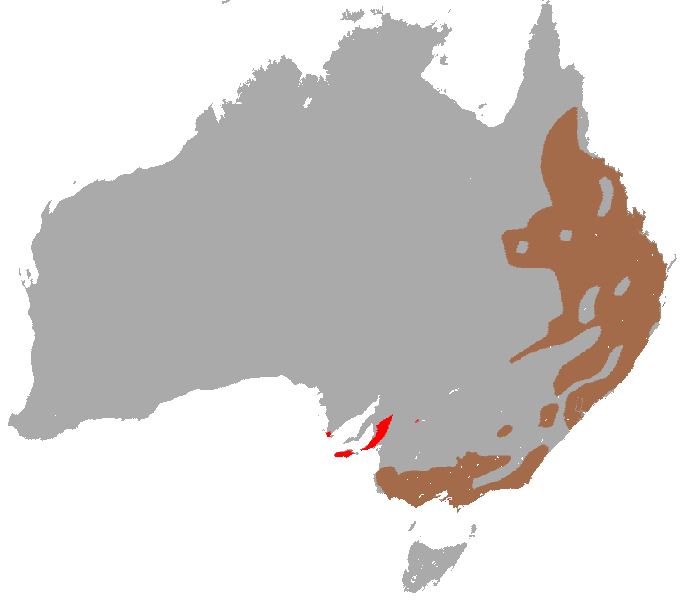
Répartition du koala en 2008 selon l'UICN. En marron, les zones d'implantation actuelles, en rouge, les zones de réintroduction après extinction locale.

Les koalas étaient à l'origine très répandus en Australie. Chassés pour leur fourrure, ils ont été éradiqués dans de nombreuses régions. Par la suite, ils ont pu être partiellement réintroduits. Des populations plus importantes se trouvent le long de la côte orientale de l'Australie, au Queensland, à partir de Cooktown jusqu'en Nouvelle-Galles du Sud et au Victoria, ainsi que dans certaines régions de l'arrière-pays (Outback), où suffisamment d'arbres sont disponibles pour leur alimentation. À l'arrivée des Européens, les koalas occupaient jusqu'à six îles des côtes est et sud-est. Depuis 1870, ils ont été introduits dans au moins 20 îles. La réserve de l'Île Kangourou, au large d'Adélaïde, en est un exemple, ainsi qu'une île située en Tasmanie, région où il n'y a jamais eu de koalas. La population globale est évaluée en 2009 entre 43 000 et 80 000 individus, comparativement à 100 000 en 2003.

### Habitat

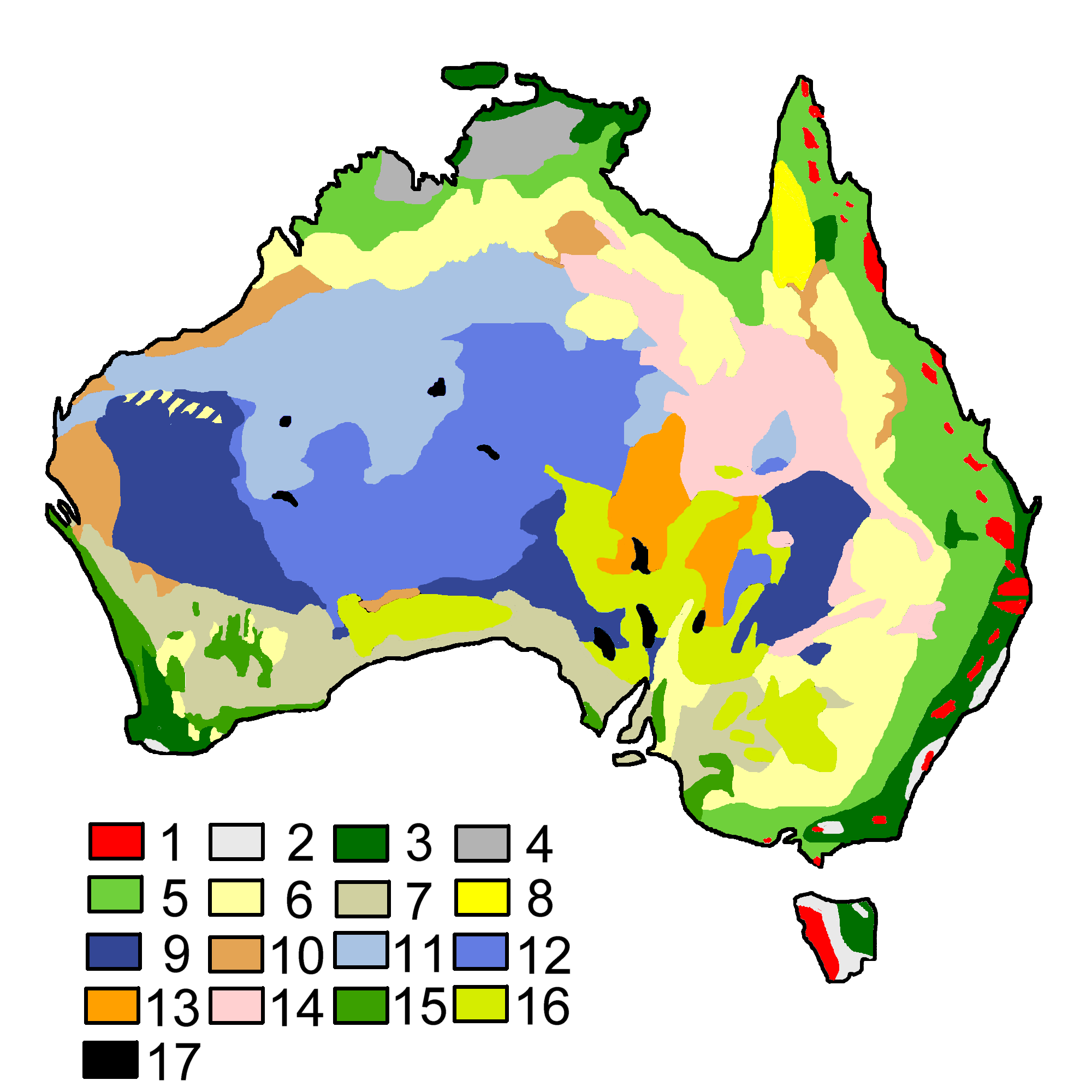
Zones de végétation en Australie. Zones pertinentes pour le koala :
1 : forêt humide ;
2 : haute forêt claire ;
3 : forêt claire d'eucalyptus ;
4 : savane tropicale d'eucalyptus ;
5 : forêt claire humide d'eucalyptus ;
6 : forêt claire sèche d'eucalyptus.

Les populations de koalas ne peuvent se développer que dans des espaces vitaux qui remplissent des conditions spécifiques. Un espace vital adapté comporte des arbres privilégiés par les koalas (principalement des espèces d'eucalyptus, mais aussi quelques autres) en association particulière sur un sol adapté ainsi que suffisamment de précipitations. Un critère supplémentaire consiste en la présence obligatoire d'autres koalas à proximité. De tels espaces vitaux sont constitués par les forêts claires d'eucalyptus, dans lesquelles les autres espèces d'arbres ne sont représentées que de manière isolée. Selon les régions, on les retrouve dans les forêts humides d'altitude, dans les forêts tropophiles ou dans les fourrés de lianes. Ils préfèrent les arbres les plus grands.
La régulation des populations se fait alors par la toxicité des feuilles, la distribution éparse des eucalyptus, le métabolisme lent des koalas et le besoin de pertes limitées en eau par évaporation (ce qui implique de trouver un arbre adapté pour le repos pendant la journée).
La taille des populations de koalas est directement liée à celle des espaces vitaux et au nombre et à la densité d'espèces d'eucalyptus pertinentes pour leur alimentation. Si un espace vital se réduit ou est parcellisé, sa capacité porteuse écologique en est réduite proportionnellement à sa superficie. À cause de la déforestation et des incendies de forêts, de nombreuses anciennes zones de diffusion des koalas ont maintenant franchi le seuil minimal nécessaire à la conservation d'une population stable.
Fréquemment, dans les zones soumises à la déforestation, les koalas vivent dans un environnement de type steppique aux arbres plutôt isolés, qui dans le pire des cas se trouve à proximité d'une route. Dans ce cas, les territoires sont plus grands, seule manière d'assurer un nombre suffisant d'arbres destinés à l'alimentation. On les retrouve aussi dans les espaces verts plantés d'eucalyptus dans les villes, qui ne sont néanmoins pas des espaces vitaux adaptés. Les animaux sont alors le plus souvent victimes des automobiles, des chiens, des piscines et autres dangers liés à l'homme.

## Comportement et écologie

### Périodes d'activité
Bien que le koala soit considéré comme étant principalement nocturne, certaines activités ont lieu la journée. Une étude récente a même démontré que les koalas parcouraient presque la même distance le jour que la nuit (53,6 m le jour, 63,3 la nuit). Par contre, l'arbre destiné à l'alimentation la nuit est souvent différent de celui utilisé pour le repos la journée.
Les koalas sont arboricoles et passent la plupart de leur vie dans la canopée. Pour s'économiser, vu leur régime faiblement énergétique, ils dorment jusqu'à 20 heures par jour et donc plus longuement que les paresseux, qui, en captivité tout du moins, dorment jusqu'à 19 heures par jour. Même quand ils ne dorment pas, ils restent habituellement immobiles. Ils s'activent plus la nuit en quête de nourriture. Ils passent une à quatre heures par jour à manger, ce qui se passe en quatre à six sessions par jour d'une durée de 14 min à deux heures. Le temps restant est utilisé pour se nettoyer et bouger d'arbre en arbre ou consacré à des activités sociales.

### Vie arboricole
Les koalas passent la majeure partie de leur vie dans les arbres, les eucalyptus. Ces arboricoles sont de bons grimpeurs au corps élancé et musclé. Ils ont un corps court, ramassé, mais des membres relativement longs. Leurs mains, pieds et griffes sont adaptés à la saisie de branches, à l'agrippement aux troncs et au maintien de l'équilibre. En cas de danger, les koalas cherchent instinctivement à se protéger dans les branches d'un arbre. Dans les implantations humaines, ils escaladent les murs, les clôtures, les pylônes d'éclairage et les panneaux de signalisation.
Les koalas sautent habilement d'arbre en arbre et ne descendent au sol que rarement, en général pour aller sur un arbre inatteignable par le saut. Ils n'apprécient que très modérément d'être au sol car ils doivent alors adopter une posture quadripède pour avancer. C'est là qu'ils courent le plus de dangers. Les mâles sont d'un caractère plus aventureux que les femelles lorsqu'il s'agit de grimper sur de nouveaux arbres et peuvent parcourir jusqu'à 10 km pour les atteindre.
Certains koalas restent plus longtemps que d'autres sur le sol. Ce comportement dépend de la taille de leur territoire et de la distance entre les arbres. À proximité d'implantations humaines, ils doivent souvent parcourir de plus longues distances au sol que dans un environnement préservé.
Dans leurs arbres-maisons, confortables et sûres, les koalas montrent tout un éventail de postures de détente, qui dépendent des caractéristiques de la fourche de la branche, des conditions météorologiques et de l'avancement de la journée. Comme le temps change dans le bush australien au cours de la journée, les koalas cherchent régulièrement de nouveaux emplacements dans l'arbre, une fois au soleil, une fois à l'ombre, une fois au vent rafraîchissant, une fois à l'abri du vent ou de la pluie.
Les koalas peuvent rester des heures confortablement assis sur une branche. Ils s'agrippent entre les fourches, pour ne pas tomber de cet endroit sûr pour dormir. Leur fourrure particulièrement épaisse à la partie postérieure constitue un doux matelas face aux branches dures et noueuses. Par temps froid, humide et venteux, ils ont tendance à s'enrouler en boule, afin de diminuer leur surface extérieure et de perdre le moins de chaleur possible. L'eau de pluie s'écoule alors sur le dos du koala comme sur celui d'un canard. Lors des journées chaudes et sèches ou chaudes et humides, ils préfèrent une posture déliée, la longue et claire fourrure de leur poitrine reflétant alors la chaleur, tandis qu'elle flotte au vent, permettant ainsi de se rafraîchir.
Le koala ne fait pas de nid.

### Territoires

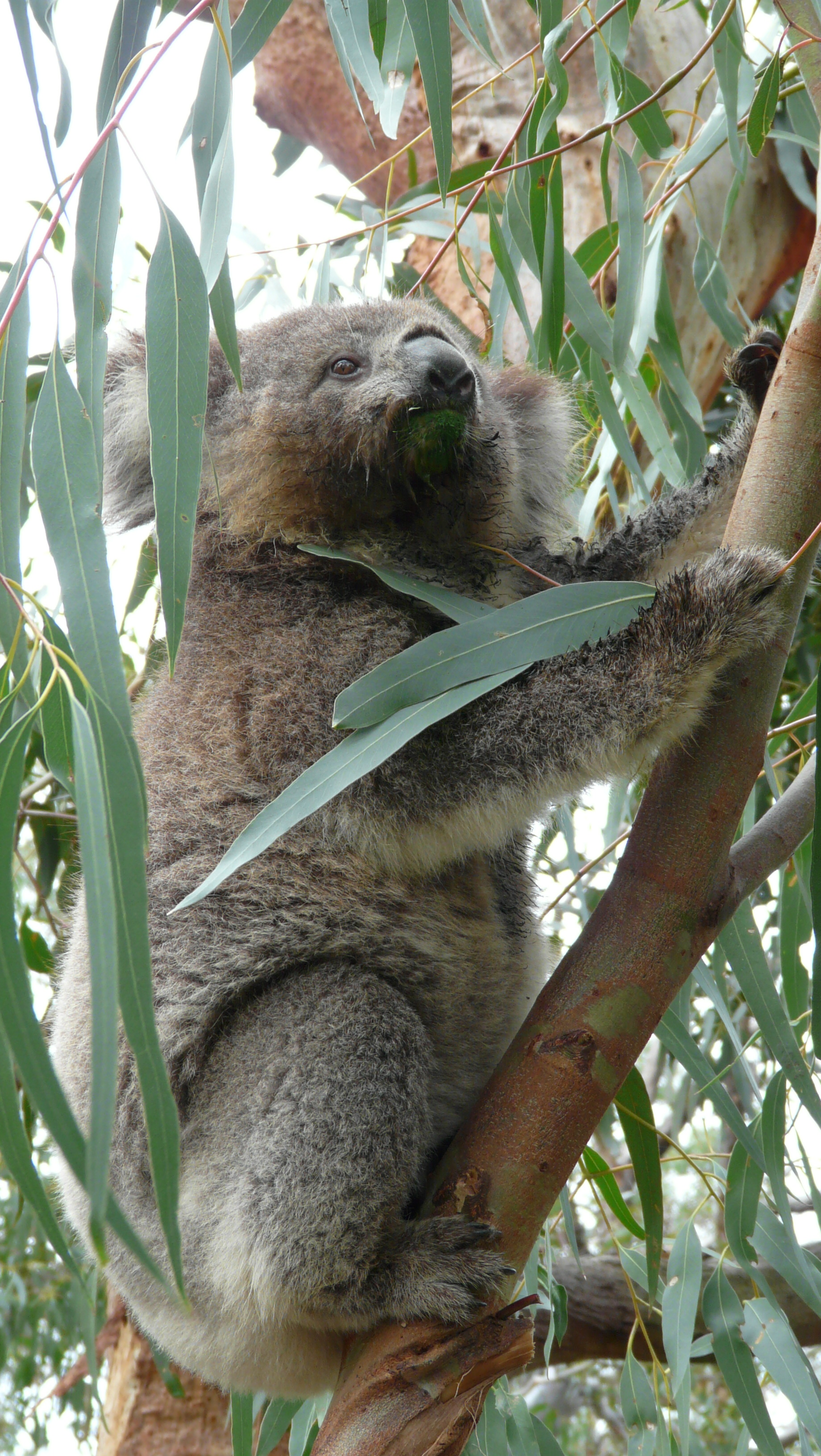
Koala dans son arbre, Phillip Island.

Chaque koala fonde son propre territoire. Sa taille dépend de plusieurs facteurs tels que la qualité de l'habitat, le sexe, l'âge, le statut social et la capacité porteuse de l'espace vital.
La taille du territoire permet dans une population socialement stable de disposer de suffisamment d'arbres appropriés, qui offrent assez de nourriture et de protection au koala. Hors catastrophes et perturbations de son habitat, il peut rester fidèle à son territoire pendant toute sa vie. Pour manger, chercher refuge ou pour entretenir des contacts sociaux, les koalas changent régulièrement d'arbres dans leur territoire. Ils laissent en passant des marques odorantes qui délimitent leur domaine.
Dans une population stable, les territoires se chevauchent entre voisins. Les mâles préfèrent les territoires qui recoupent un ou plusieurs territoires de femelles. Lorsqu'il y a chevauchement de territoires entre mâles, le contact est généralement évité ; ils peuvent cependant s'agresser, provoquant ainsi des blessures, surtout pendant la période de reproduction. Le territoire d'une femelle recoupe les territoires des deux sexes. Avant le départ des jeunes, ceux-ci considèrent le territoire de leur mère comme le leur. Les territoires des mâles, de 2 à 3 hectares en moyenne, sont en général plus grands que celui des femelles.
Les arbres-frontières d'un territoire de koala sont facilement reconnaissables aux nombreuses griffades et aux excréments accumulés. Ils font l'objet de visites régulières. Certains d'entre eux font office de lieu de rencontre, ce qui joue un rôle essentiel pour la stabilité de la population. Alors que les mâles koalas marquent leur territoire de l'odeur de leur glandes pectorales au niveau des tétons, les femelles utilisent l'odeur de leur urine.
Au sein d'un territoire, tout arbre d'alimentation n'est pas utilisé par autorégulation. Ces arbres inutilisés sont défendus tout autant que les autres, et sont donc inatteignables pour les autres koalas. Du fait de ce comportement, la population est maintenue en équilibre, car une reproduction incontrôlée est évitée, ce qui aurait sinon un impact trop fort sur l'espace vital. C'est cette raison qui oblige les jeunes à quitter leur mère. S'ils restaient, ils deviendraient concurrents de leur mère ou d'autres individus pour la nourriture. Les jeunes koalas doivent s'installer en marge des territoires d'une communauté.
Lorsqu'un koala meurt, son territoire est repris par un congénère, mais les frontières restent presque les mêmes. Les jeunes koalas errent souvent pendant des mois en marge d'une colonie avant de pouvoir fonder un territoire durable. Souvent, ils reprennent un territoire vacant. Dans la nature, particulièrement à l'époque de la reproduction, des combats de territoires se produisent.

### Groupes sociaux
Les populations de koalas disposent d'un système complexe de communication et d'organisation, qui permet de préserver la cohésion sociale. Même si en dehors de la saison des amours, ils sont des solitaires, ils s'organisent, quand les populations sont stables, dans une hiérarchie sociale, au sein de laquelle ils fondent des territoires se chevauchant et se conforment à leur rang. Si cet ordonnancement est déstabilisé, c'est tout le groupe qui en souffre.

#### Vocalisation

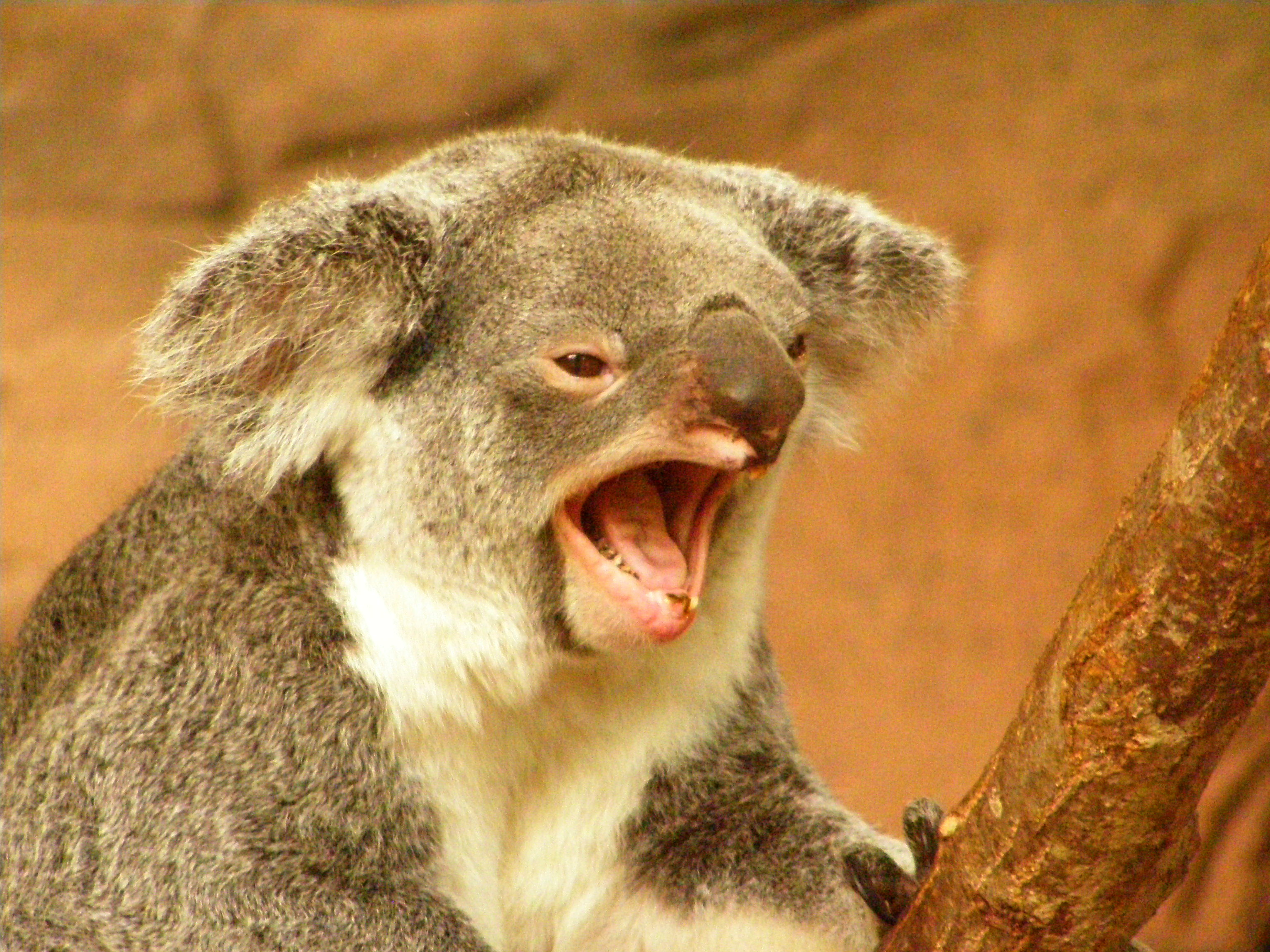
Koala poussant un cri.

Généralement silencieux, à l'instar de nombreux animaux nocturnes, les koalas utilisent toute une série d'expressions vocales leur permettant de se faire comprendre sur des distances relativement grandes.

##### Mugissement de parade
Les mâles, et beaucoup plus rarement les femelles, utilisent un cri de parade très fort qui peut s'entendre à près d'un kilomètre pendant la période de reproduction. Il consiste en une série de fortes inspirations toutes suivies d'une expiration de grognement très sonore. Les mâles commencent à faire résonner ce mugissement environ un mois avant l'œstrus des femelles. Ce cri est plus fréquent la nuit et sert à attirer les compagnes et à écarter les autres mâles. Il sert aussi à maintenir les distances entre les individus. Les autres mâles de la zone répondent souvent à ce cri.

##### Cris de rencontre
À part le mugissement, il existe quatre autres types de cris utilisés lors de rencontres agressives :
- cris rauques : courts, durs ;
- grognements : plus longs (jusqu'à 2 secondes), atonal jusqu'à modérément tonal ;
- cris perçants : très aigus, le son voyage plus loin ;
- plaintes : plus longues que les cris, similaires aux plaintes d'un chat, elles sont plutôt utilisées par les femelles et les jeunes en désarroi. Ce sont des cris de stress.

##### Cri de stress
Quand il est stressé, le koala peut pousser un fort cri qui ressemble un peu à celui d'un nourrisson humain. Les femelles autant que les mâles utilisent le cri de stress. Il est émis quand l'individu est stressé et est souvent accompagné de tremblements. Manipuler des koalas peut leur causer ce stress et le problème de l'agression et du stress résultant de cette manipulation fait partie du débat politique en Australie,.

##### Cri territorial
Les mâles émettent un aboiement accompagné d'un grognement profond lorsqu'ils veulent annoncer leur présence ou leur position sociale. Souvent, cela résonne comme un lointain grondement ou comme une moto qui démarre ; on évoque aussi un croisement entre le grognement gras d'un ivrogne, le grincement d'une porte sur des gonds rouillés et le grognement d'un cochon mécontent. Les mâles font, avec ce cri de position dominante, l'économie de la dépense d'énergie que représente un combat. Pendant l'époque de la reproduction, on aboie beaucoup, pour donner la possibilité aux autres individus de déterminer exactement la position de l'aboyeur.
Les femelles n'aboient pas autant que les mâles. Mais leurs cris servent tout autant à communiquer l'agressivité ou la bonne disposition sexuelle.

##### Autres sons
Avec les jeunes, les mères échangent de tendres grincements et claquements, mais aussi de légers sons de grondements qui indiquent l'inconfort et la colère. Quelquefois on entend un léger murmure ou un bourdonnement.

#### Olfaction et marquage
Chez les mâles à partir de 4 ans, les glandes pectorales servent à marquer les arbres, délimitant ainsi les frontières de leur territoire. Ce marquage est le plus fréquent pendant la période de reproduction. Les femelles comme les mâles marquent occasionnellement à l'urine, sur l'arbre ou à sa base.

### Jeux
Le jeu est surtout pratiqué par les jeunes koalas, en solitaire ou avec d'autres. Ils grimpent, sautent ou se poursuivent les uns les autres.

### Locomotion
Leur mode de vie est principalement arboricole, mais ils doivent aller à terre, à quatre pattes, pour atteindre des arbres éloignés. Ils peuvent parcourir jusqu'à 10 km pour les atteindre. Leurs mains et leurs pieds ne sont pas adaptés à ce parcours terrestre et ne reposent pas à plat sur le sol à cause des longs doigts et des griffes incurvées. Le pelvis et le bassin sont statiques, leur démarche est donc caractérisée par de nombreux mouvements latéraux. Les mouvements des membres sont peu coordonnés et secs.

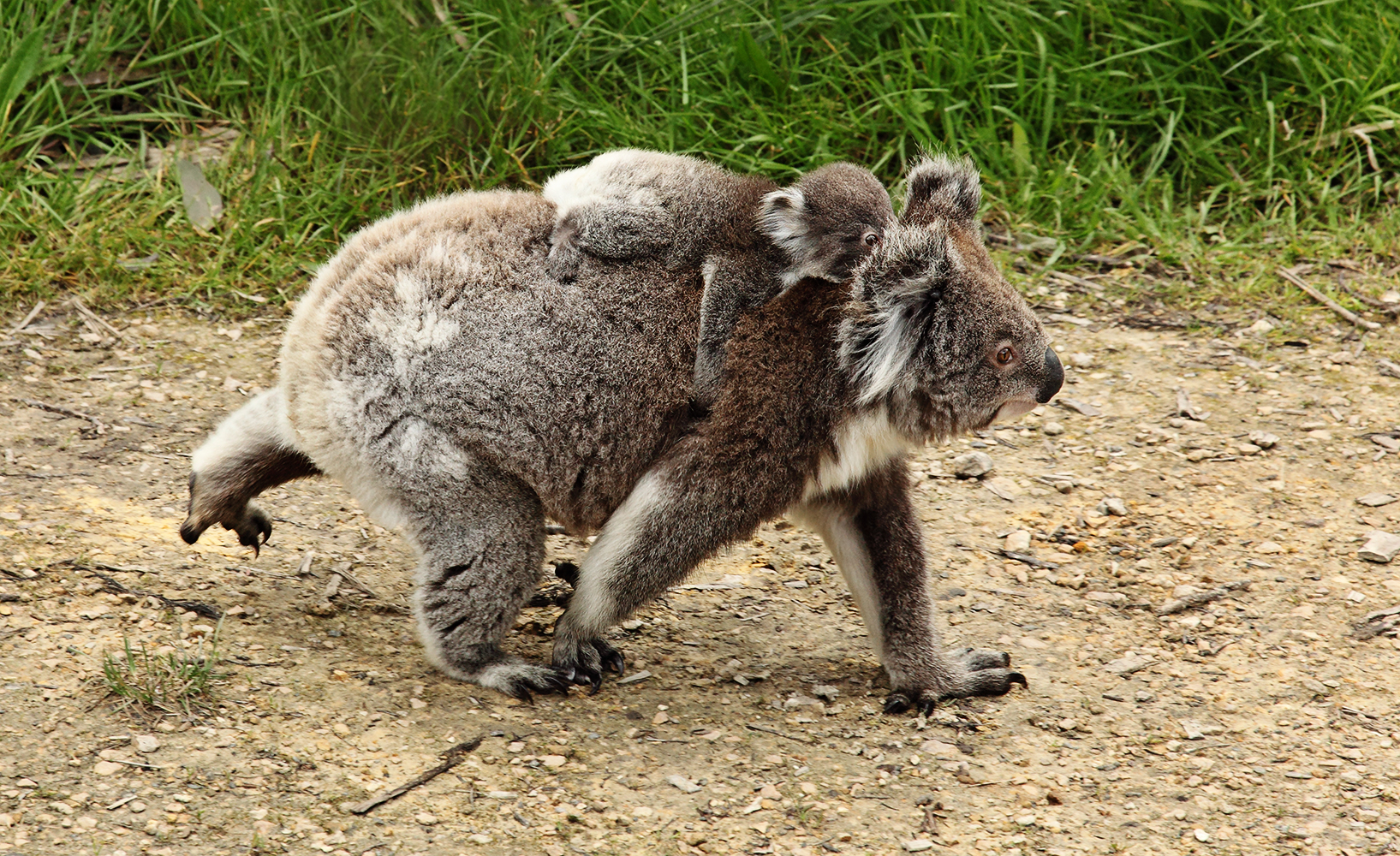
Les koalas marchent à quatre pattes quand ils sont au sol, ici avec le jeune sur le dos.

Quand ils sont au sol, ils avancent tout d'abord le membre supérieur droit, puis le membre inférieur gauche, ensuite le membre supérieur gauche et pour finir le membre inférieur droit. Lorsqu'ils courent, ils posent en même temps les membres supérieurs, puis les membres inférieurs.
Quand ils sont dans l'eau, ils sont d'excellents nageurs.
Quand les koalas veulent grimper à un arbre, ils sautent à partir du sol et plantent leurs griffes dans l'écorce. Ils s'agrippent de leurs deux bras et poussent vigoureusement avec leurs deux pattes pour aller vers le haut. Les koalas grimpent aux troncs et en descendent en ayant toujours la tête vers le haut. Après qu'ils ont grimpé dans l'arbre, la montée se fait généralement plus lentement en utilisant un bras, puis la patte opposée. Les griffes et les doigts opposables leur permettent de saisir les troncs et les branches facilement. La descente est normalement plus lente, seule une patte est déplacée à la fois.
Les mouvements sont généralement lents car ils participent à la stratégie de métabolisme lent développée par le koala pour s'approprier les eucalyptus. En l'occurrence, ils n'ont qu'un tiers de la masse musculaire de leurs cousins wombats plus rapides.

### Régime alimentaire

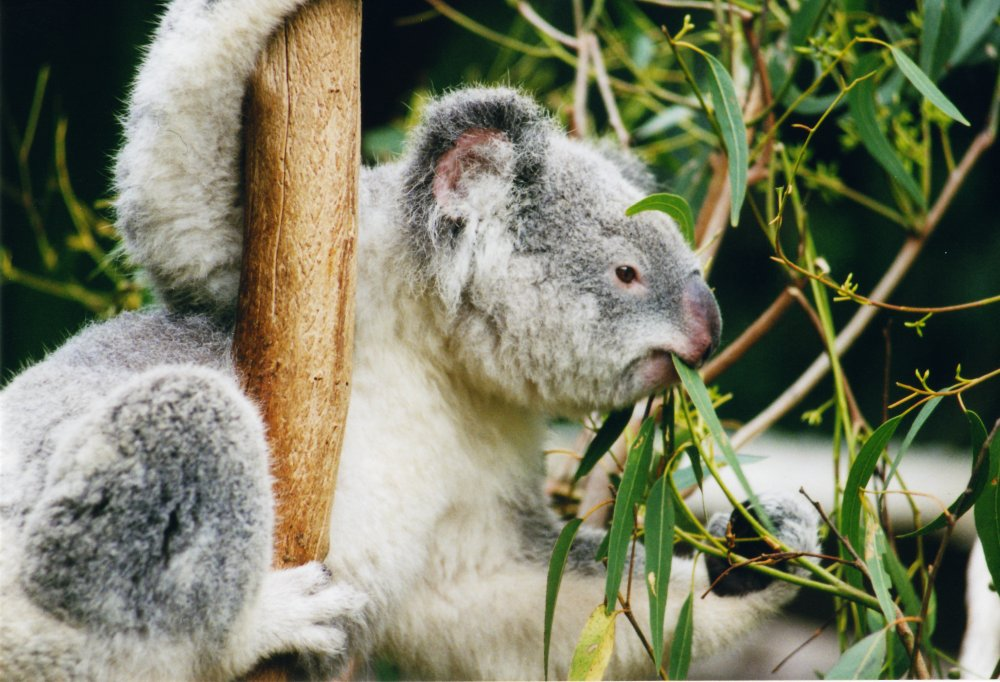
Les koalas s'alimentent presque exclusivement de feuilles et d'écorce d'eucalyptus.

Les koalas se nourrissent presque exclusivement de feuilles et d'écorces ainsi que de fruits d'espèces bien précises d'eucalyptus. Ils sont parmi les seuls animaux avec les possums à queue en anneau (Pseudocheirus peregrinus) et les grands planeurs (Petauroides volans) à pouvoir manger de l'eucalyptus.

#### Choix des essences
Il est probable que cette adaptation évolutive ait eu lieu pour profiter d'une niche écologique non utilisée, car l'eucalyptus a développé une stratégie de défense extensive en se munissant de tanins, d'huiles et de lignine en abondance. Les feuilles d'eucalyptus sont pauvres en protéines, riches en substances indigestes et contiennent des composés phénoliques et terpéniques toxiques pour la plupart des espèces. Des recherches menées sur les koalas par des gardiens de 13 parcs naturels de Nouvelle-Galles du Sud ont démontré que le feuillage d'eucalyptus préféré était celui avec le taux le plus faible de tanins condensés. En général, de tels arbres poussent dans les zones fertiles, en particulier près des rivières.
Dans toute l'Australie, les koalas n'utilisent qu'environ 120 des plus de 800 espèces d'eucalyptus connues, tout en ayant localement des préférences marquées pour 5 à 10 espèces. Au sein d'une zone délimitée, en règle générale, les koalas n'utilisent pas plus de deux à trois espèces d'eucalyptus pour leur alimentation primaire. Ils utilisent aussi des espèces voisines de l'eucalyptus comme Corymbia, Angophora et Lophostemon, ainsi que de nombreuses autres espèces très différentes des eucalyptus (Acacia, Bombax, Leptospermum, Melaleuca, Pinus et Tristania) comme alimentation secondaire (quelques centièmes seulement de leur alimentation globale) ou pour d'autres utilisations telles que se détendre, dormir, etc. Mais ils préfèrent fondamentalement des variétés particulières d'eucalyptus, ces préférences variant d'une région à l'autre : dans le sud, le gommier blanc, le gommier bleu, et le gommier des marais (Swamp gum (en)) sont favorisés ; le gommier gris, le gommier rouge des forêts et le tallowood sont importants dans le nord ; le gommier rouge, omniprésent dans les marais et cours d'eau isolés et saisonniers qui serpentent sur la plaine aride de l'intérieur, permet au koala de vivre dans des zones étonnamment arides. Beaucoup de facteurs déterminent le choix parmi les 800 espèces d'eucalyptus, le plus important étant la concentration d'un groupe de toxines phénoliques appelé composés de phloroglucinol formylé.
Les variations saisonnières de consommation de différentes feuilles d'arbres pourraient d'ailleurs s'expliquer par des taux plus ou moins élevés de leurs composants. La concentration en eau joue aussi un rôle important, ainsi que, dans une moindre mesure, la taille des arbres, permettant d'y rester plus longtemps pour s'alimenter, et les niveaux d'azote élevés préférés par les koalas. Les meilleurs arbres à koalas poussent sur les terrains fertiles, des zones convoitées par l'agriculture. Pour combler le déficit en substances minérales dans le corps, les koalas ingèrent occasionnellement de la terre.

#### Prise de nourriture
Les koalas passent environ trois à cinq heures par jour à manger activement. La prise de nourriture peut se faire à n'importe quel moment, mais se passe généralement la nuit entre 17 h et minuit. Les koalas se nourrissent par intermittence par sessions de 20 minutes environ. Un koala adulte nécessite par jour environ 200 à 400 grammes de feuilles en moyenne, les plus gros spécimens pouvant en ingurgiter jusqu'à 1,1 kg. Quand elles allaitent, les femelles augmentent leur consommation de 20 à 25 %. Au moment de se nourrir, les koalas sont contraints d'être extrêmement sélectifs, car l'eucalyptus contient des substances que les koalas peuvent tolérer dans une certaine mesure mais qui leur sont toxiques à forte concentration.
Ils étendent tout d'abord leurs bras et cueillent avec grande précaution une feuille bien choisie, de préférence les feuilles les plus vieilles, où les toxines ne sont plus aussi concentrées. Ils la reniflent avec insistance, avant d'en croquer un morceau. Les feuilles sont alors broyées et mâchées consciencieusement à l'aide des dents, du diastème, de la langue et des abajoues, qui permettent de stocker de grandes quantités de feuilles, jusqu'à former une bouillie, puis avalées. Les koalas boivent extrêmement rarement. Ils couvrent leurs besoins en eau principalement par les feuilles d'eucalyptus, riches en eau. La rosée et les gouttes de pluie sont de moindre importance. Pendant la sécheresse, ils vont néanmoins malgré les dangers jusqu'aux points d'eau. À ce sujet, l'on attribue souvent le mot « koala » à une langue aborigène dans laquelle il signifierait « qui ne boit pas », « sans eau » ou « sans boire », mais l'origine du nom est en fait encore inconnue et à l'étude. Les koalas mangent occasionnellement les pousses tendres, les fleurs et l'écorce des eucalyptus.
Les dents du koala sont bien adaptées à son alimentation en eucalyptus. Les animaux cueillent les feuilles avec les incisives inférieures et supérieures. Le diastème, l'espace entre les incisives et les molaires, permet de déplacer la masse de feuilles avec la langue sans se mordre. Les molaires sont formées de telle façon qu'elles coupent et déchirent les feuilles en plus de les écraser. C'est ainsi que les dents extirpent l'humidité des feuilles et en détruisent la paroi cellulaire, ce qui facilite la digestion. Les sujets les plus âgés peuvent souffrir de malnutrition à cause de l'usure des dents. Ils doivent consommer jusqu'à 40 % plus de feuilles et mastiquer pendant beaucoup plus longtemps que les jeunes aux dents aiguisées. La mort par famine est un phénomène récurrent.

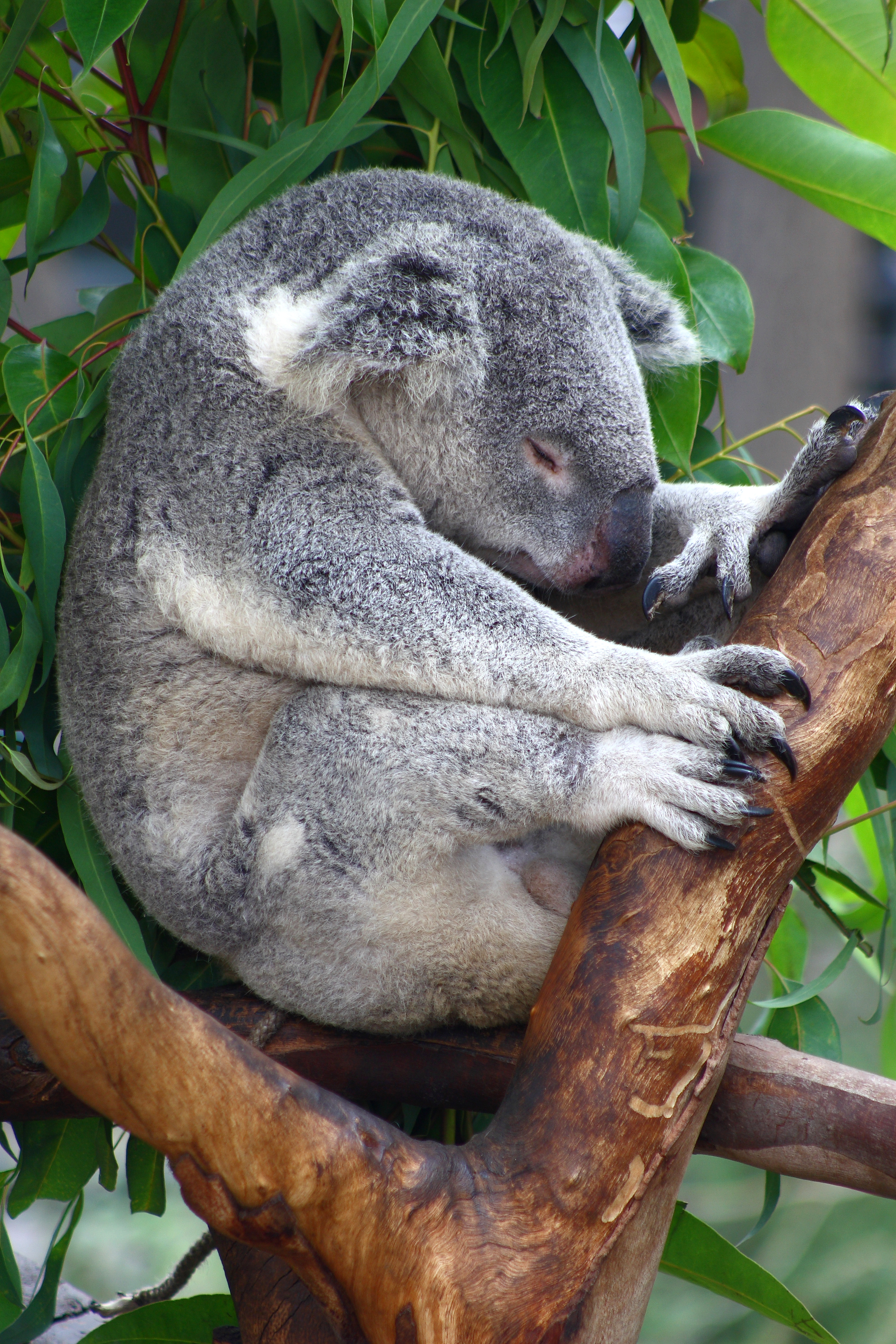
Les koalas ont un métabolisme lent et dorment presque toute la journée.

#### Digestion
Les koalas sont un bon exemple d'un mammifère capable de vaincre les défenses d'une plante. Les feuilles d'eucalyptus sont riches en fibres indigestes, riches en toxines et pauvres en nutriments. Certaines toxines sont filtrées et éliminées par le foie, grâce au niveau élevé de cytochrome P450 que les koalas y produisent,. Cette protéine pourrait entraver l'effet de traitements contre la chlamydiose. L'estomac possède une glande cardiogastrique, qui augmente la production d'acide et d'enzymes. Seuls les wombats possèdent aussi cette glande chez les marsupiaux. L'estomac est petit par rapport aux intestins. Enfin, les koalas ont développé un mode de digestion symbiotique grâce à la présence dans leur tube digestif d'un microbiote intestinal spécifique (bactéries Streptococcus gallolyticus, Lonepinella koalarum) capable de dégrader et détoxifier les complexes tanins-protéines.
Les grosses particules de nourriture passent par le côlon et sont évacuées rapidement. Au cours d'un processus de digestion relativement long, permis par un métabolisme lent, les petites particules subissent une fermentation microbienne dans le cæcum, qui, avec près de 2,5 m, est le plus long de tous les mammifères par rapport à la taille du corps. Les bactéries présentes aident ainsi à détruire les parois cellulaires. Tous les nutriments utilisables, glucides, lipides et protides ainsi que l'eau nécessaires au koala sont extraits pendant la digestion. Comme cet apport énergétique est très faible, un métabolisme très lent, de deux fois inférieur à la plupart des mammifères (wombats et paresseux mis à part), permet de garder l'eucalyptus pendant une assez longue période dans le système digestif, pendant laquelle le maximum d'énergie en est tiré. Ce métabolisme lent permet parallèlement une utilisation moindre d'énergie, plus faible que chez les autres herbivores.
Le koala joue d'ailleurs le même rôle écologique que le paresseux. Les koalas défèquent environ 150 fois par jour. Ils produisent des fèces sèches en forme de boulettes, l'eau étant conservée par l'animal car il ne boit que rarement dans la nature.

### Reproduction et développement

#### Parade, accouplement et fécondation
Pendant la saison des amours, qui dure pendant l'été austral entre décembre et mars, les koalas sont plus actifs que d'habitude. Pendant cette période, les koalas mâles lancent de forts aboiements enroués. Ces cris servent à marquer le territoire, mais aussi à informer les femelles prêtes à se reproduire. Chez les koalas, ce sont principalement les femelles qui déterminent le moment de l'accouplement. La plupart du temps, la femelle koala s'occupe encore du jeune de l'année précédente. L'éducation d'un nouveau bébé koala ne peut cependant avoir lieu que lorsque le jeune précédent est sevré.
Cela dure habituellement environ 12 mois. Il se peut donc que la période de reproduction, selon la région, s'étende d'octobre à avril. Les jeunes presque adultes sont souvent chassés du territoire de leur mère à cette période pour qu'ils fondent leur propre territoire. De multiples territoires mâles chevauchent de multiples territoires femelles.
Ces territoires sont plus ou moins flexibles, ce qui engendre des compétitions entre mâles pour occuper l'espace. Les mâles deviennent très agressifs pendant la période de reproduction et se blessent souvent mutuellement de leurs griffes acérées. Le koala étant polygame, les mâles dominants s'accouplent pendant la saison avec toutes les femelles à proximité (en général, ils se constituent un harem de 2 à 5 femelles), ce qui s'accompagne souvent de griffures et de morsures. L'accouplement dure de 30 secondes à 2 minutes. L'accouplement se fait parfois très violemment.
Quelquefois, les mâles ne sont pas toujours en mesure de détecter l'œstrus d'une femelle et s'accouplent n'importe quand pendant la saison. Si la femelle n'est pas pleinement consentante, elle résistera en essayant de s'enfuir et en lançant des cris de défense. Le mâle peut alors abandonner l'arbre de la femelle, ou essayer de s'accoupler en s'agrippant à sa nuque avec ses dents. Il n'est cependant pas établi si seuls les mâles partent à la recherche des femelles ou inversement. Il est possible que cela dépende du statut de l'individu dans la hiérarchie sociale.
Il arrive ainsi qu'une femelle en chaleur se mette en quête d'un mâle dominant. Celui-ci doit conserver sa position vis-à-vis des autres mâles et garder un œil sur leurs femelles. Le mâle dominant chasse en général les mâles subordonnés qui essaient aussi de s'accoupler avec les femelles à proximité. S'ils réussissent, le mâle dominant s'accouple aussi et noie de sa semence le sperme de son rival afin d'augmenter ses chances de reproduction. L'accouplement se passe sur l'arbre (eucalyptus le plus souvent).

#### Reproduction
Les koalas deviennent matures vers deux ou trois ans. Les accouplements fructueux ont lieu néanmoins la plupart du temps un à deux ans plus tard. Habituellement, les femelles se reproduisent pour la première fois plus tôt, car les mâles dominants écartent les jeunes de toutes pratiques. Une femelle en bonne santé peut donner naissance à un jeune tous les ans pendant 12 ans, l'intervalle entre les naissances étant d'un à deux ans généralement. Les femelles ont une ovulation réflexe contrairement à beaucoup de marsupiaux. L'accouplement a lieu au printemps austral, entre octobre et novembre. Les femelles sont polyoestriennes, c'est-à-dire qu'elles auront plusieurs cycles d'œstrus pendant la période de reproduction. Chaque cycle oestrien dure en moyenne 30 jours.
Le cycle reproductif des koalas est similaire à ceux des mammifères placentaires. Leur taux de natalité est bas. Ils s'occupent pendant longtemps de leurs jeunes dépendants. De longs intervalles peuvent séparer les naissances. De plus, les femelles investissent une quantité considérable d'efforts pour la croissance du bébé, qu'il soit mâle ou femelle.

#### Gestation

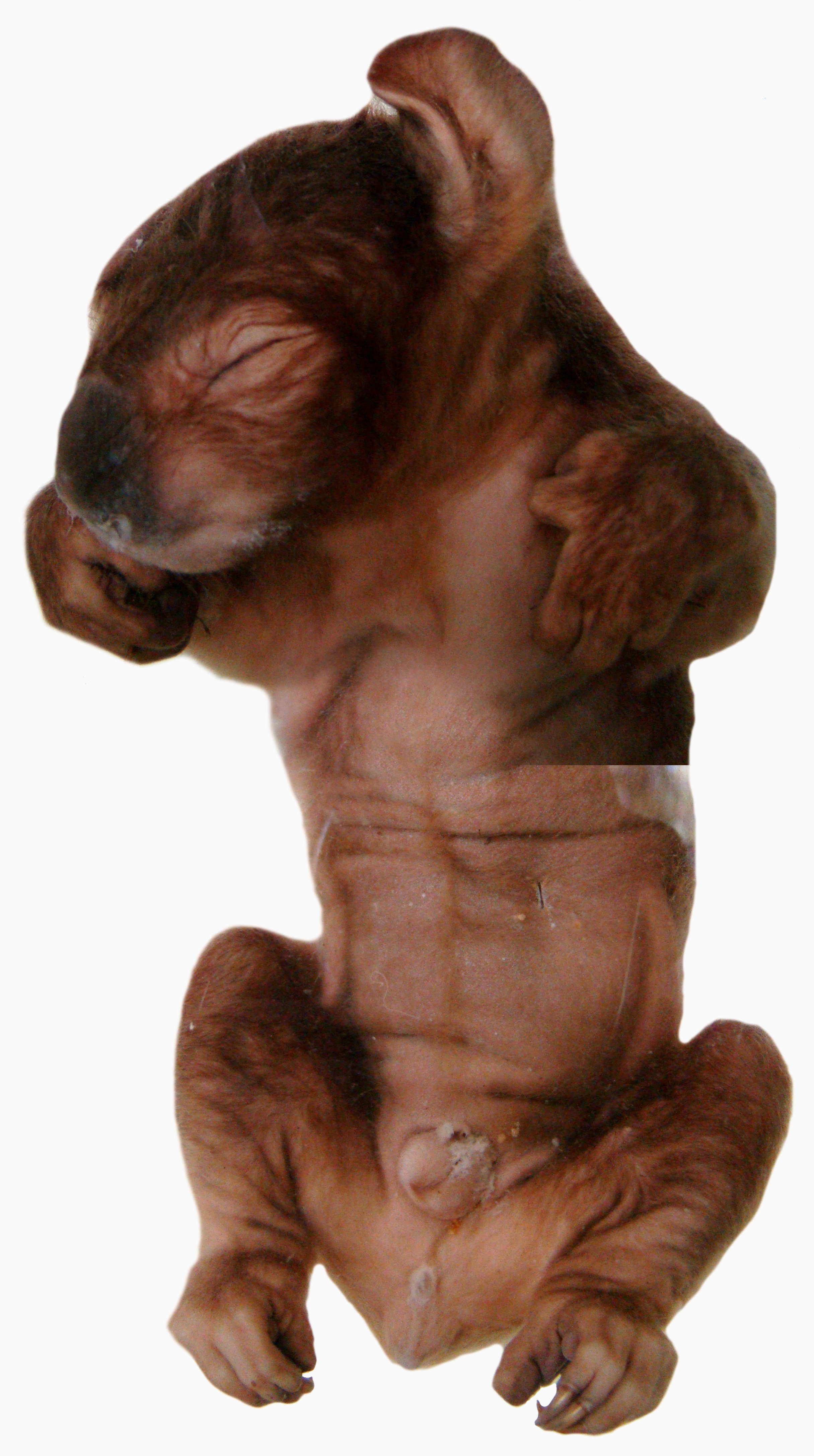
Fœtus de koala juste avant la naissance, conservé à l'hôpital pour koalas de Port Macquarie.

La gestation dure environ 35 jours.

### Cycle de vie

#### Naissance
À la naissance, le nouveau-né rampe seul du cloaque vers la poche, à moins que la mère ne s'en saisisse et le mette dans la poche. Il pèse alors moins d'un gramme et mesure de 1,5 à 1,8 cm de long (la taille d'un haricot), est aveugle, nu et sous-développé. Il est fort comparable à un embryon. En revanche, les griffes et les avant-membres sont développés, ce qui l'aide à ramper dans la poche sans l'aide de sa mère. Les sens du toucher et de l'odorat sont déjà développés. Dans la poche, un sphincter puissant empêche le bébé complètement enveloppé de tomber. D'ordinaire, un seul bébé nait en été et poursuit sa maturation et son allaitement pendant six à sept mois dans la poche. Les jumeaux sont très rares, les premiers vrais jumeaux nés en captivité, nommés « Euca » et « Lyptus », sont ceux de l'Université du Queensland en 1999,. Une particularité des phascolarctidés, partagée avec les vombatidés, est d'alimenter l'embryon pendant la première partie de sa vie par un placenta choroallantoïdien. Dans toute l'Australie, les naissances de koalas ont lieu tous les mois de l'année.
Au Queensland, 60 % des naissances se passent entre décembre et mars, tous sexes confondus. En Australie méridionale, la moitié des mâles naissent en novembre et la moitié des femelles ne sont pas nées avant décembre. Il y a plus de naissance de mâles que de femelles dans certaines régions du sud de l'Australie, sans que l'on puisse avancer une hypothèse.
À treize semaines, le nourrisson pèse 50 g.

#### Petite enfance (< 1 an)
Après environ 22 semaines, le koala ouvre les yeux et commence à regarder hors de la poche. Il est alors appelé un « joey » en Australie, surnom générique donné à tous les bébés marsupiaux. Entre 22 et 30 semaines, il reçoit une nourriture supplémentaire, appelée « bouillie », que sa mère produit en sus du lait. La « bouillie » est une forme spécifique d'excrément, consistant en une matière molle de feuilles partiellement digérées, qui facilite le passage du jeune du lait aux feuilles, en lui faisant acquérir les bactéries nécessaires à la digestion des feuilles d'eucalyptus, une étape décisive. Elle devient peu à peu l'alimentation principale du jeune, qui, avec une taille croissante, quitte de plus en plus la poche et qui s'allonge sur le ventre de la mère pour manger.
C'est à ce moment qu'il apprend à saisir les feuilles de ses mains et à les renifler précautionneusement avant de les manger. Cependant, le jeune tète encore le lait de sa mère jusqu'à l'âge d'un an. Comme le jeune est plus grand, les tétons de la mère s'allongent tellement qu'ils pendent de l'ouverture de la poche.
Les femelles adoptent quelquefois des bébés orphelins.

#### Stade juvénile / Adolescence
Avec le début de l'alimentation feuillée, vers 7 ou 8 mois, les jeunes grandissent bien plus vite et leur corpulence devient trapue. Désormais, le jeune est transporté sur le dos de sa mère, tout en cherchant encore refuge dans sa poche. Devenu plus grand, il fait ses premières escapades à proximité de la mère.

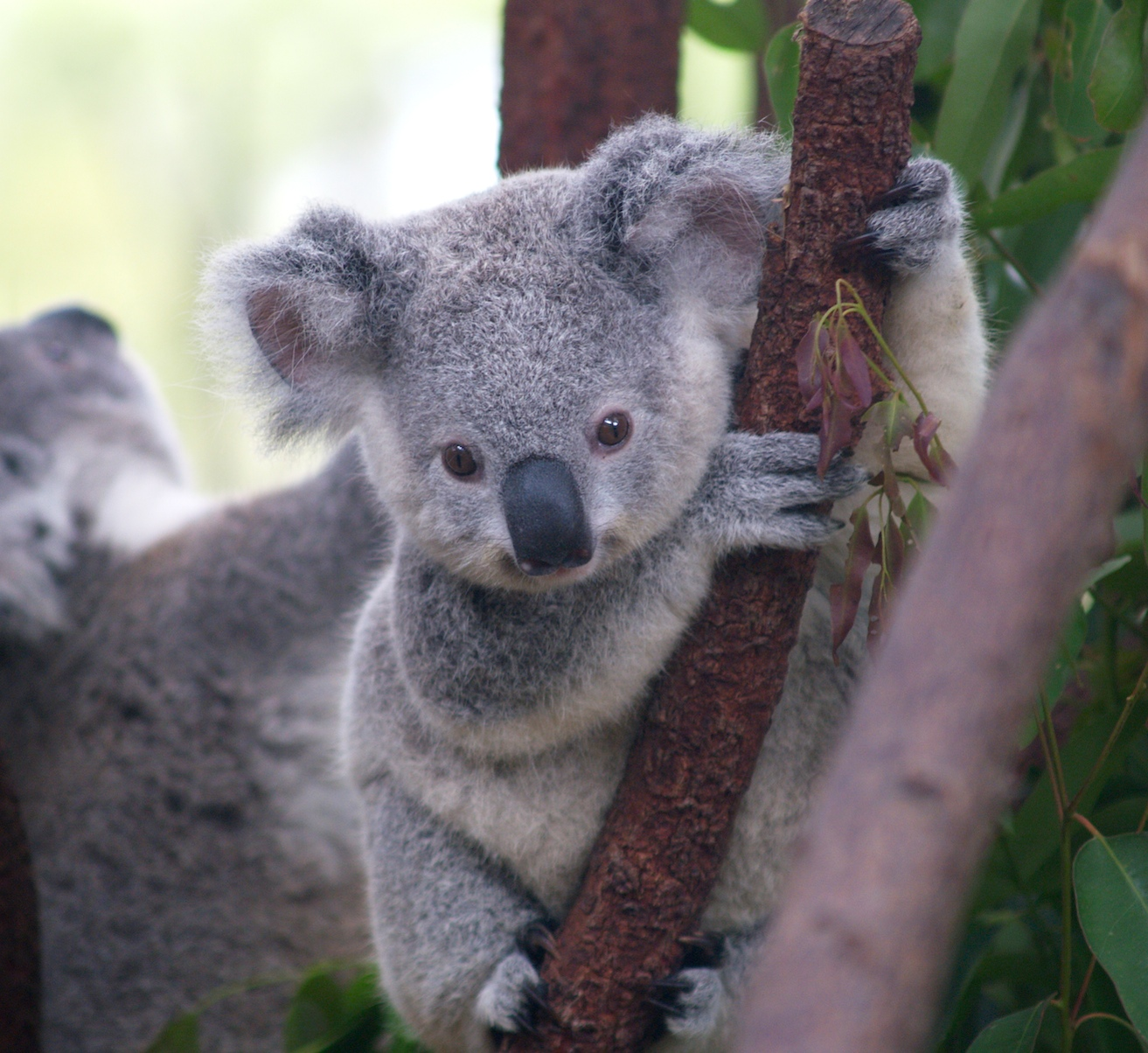
Bébé koala à la réserve naturelle de Currumbin.

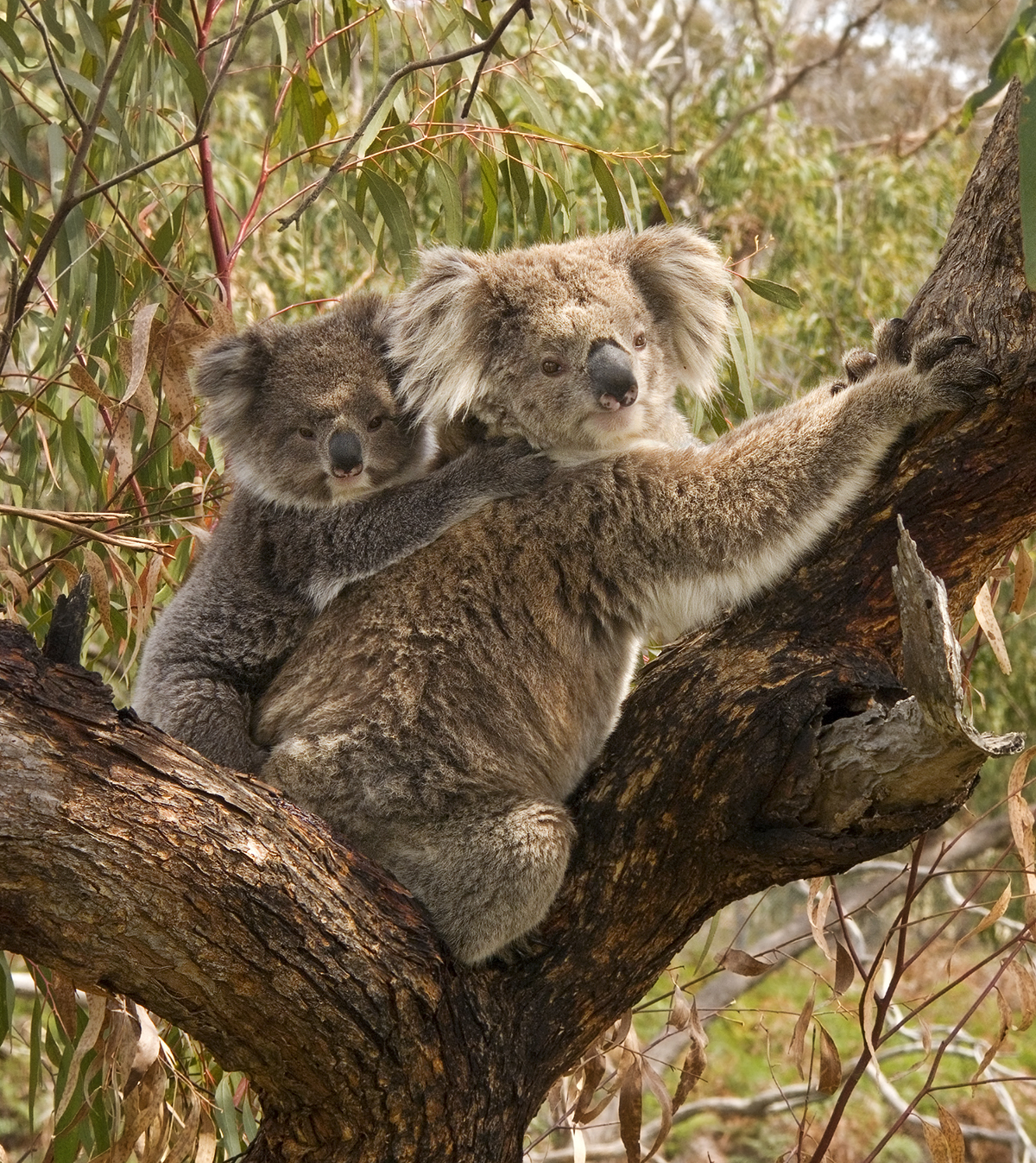
Koala avec un jeune sur le dos.

Après environ 12 mois, le jeune est suffisamment indépendant pour que la mère puisse de nouveau entrer en gestation. Si elle a un autre rejeton, la mère ne laisse plus téter le jeune de l'année précédente, ni aller sur son dos. Elle le tolère encore à proximité jusqu'à ce que le cadet fasse ses premières escapades. Normalement, les jeunes d'environ 18 mois sont expulsés par la mère. Néanmoins, si la mère n'attend pas de grossesse, le jeune peut encore jouir de la protection maternelle jusqu'à encore trois ans. Après son expulsion, il part fonder son propre territoire. Les koalas sont dépendants de leur mère pendant une longue période comparativement aux autres marsupiaux.

#### Séparation et expansion
Les jeunes koalas sont contraints quelque temps après le sevrage de quitter le territoire de leur mère, ce qui arrive habituellement à l'âge de 18 mois. Comme toutes les femelles ne se reproduisent pas tous les ans, cela peut aussi survenir après deux ou trois ans. Les koalas en errance cherchent un habitat soit inoccupé soit à proximité d'autres koalas. Les femelles ont tendance à s'installer à proximité, tandis que les mâles partent souvent plus loin.
Les koalas en mal de territoire sont quelquefois obligés de parcourir de grandes distances pour trouver un endroit adapté. Ces déplacements permettent un échange génétique entre les groupes reproducteurs et permet ainsi d'assurer la diversité génétique des populations.
La séparation et l'expansion sont de nos jours empêchées dans de nombreuses zones peuplées de koalas par l'intervention humaine. Les espaces vitaux disponibles sont souvent réduits ou parcellisés ; les jeunes koalas ne trouvent alors aucun territoire approprié. Soit ils en perdent la vie, soit ils doivent errer sans arrêt. Cela peut cependant entraîner une sur-utilisation des capacités alimentaires, une disparition des arbres ou un recul de la population.

#### Stade adulte
La maturité sexuelle des femelles arrive lorsqu'elles ont 2 ou 3 ans. Elles pèsent alors environ 6 kg. Les mâles sont murs à 2 ans, mais leurs chances d'accouplement sont basses jusqu'à l'âge de 4 ou 5 ans. Leur glande pectorale se développe entre un an et demi et 3 ans.

### Longévité
De 13 à 18 ans, les informations disponibles sur son espérance de vie dans la nature sont peu fiables ; on estime que les femelles ont en moyenne une espérance de vie de 15 ans, tandis que les mâles atteignent en moyenne les 10 ans, car ils se blessent plus pendant les combats, se déplacent normalement plus loin et habitent dans des habitats médiocres. Les koalas sauvages vivent généralement moins longtemps qu'en captivité (18 ans pour les mâles, jusqu'à 19 ans pour les femelles). L'espérance de vie des koalas vivant dans les banlieues ou près d'une autoroute est particulièrement courte. Elle se situe en ce cas à deux ou trois ans pour un mâle.

### Mortalité
Les ennemis naturels des koalas sont les dingos, une grande chouette d'1,40 m d'envergure appelée ninoxe puissante (Ninox strenua), les aigles d'Australie (Aquila audax), les varans, les pythons et l'homme. De plus, les sécheresses et surtout les feux de forêts peuvent leur être dangereux. Les implantations humaines engendrent des sources supplémentaires de dangers, telles que les automobiles, les chiens errants, un risque d'incendie plus grand (tels les incendies de 2019 en Australie), les insecticides, les maladies (dues entre autres au stress) et les piscines.

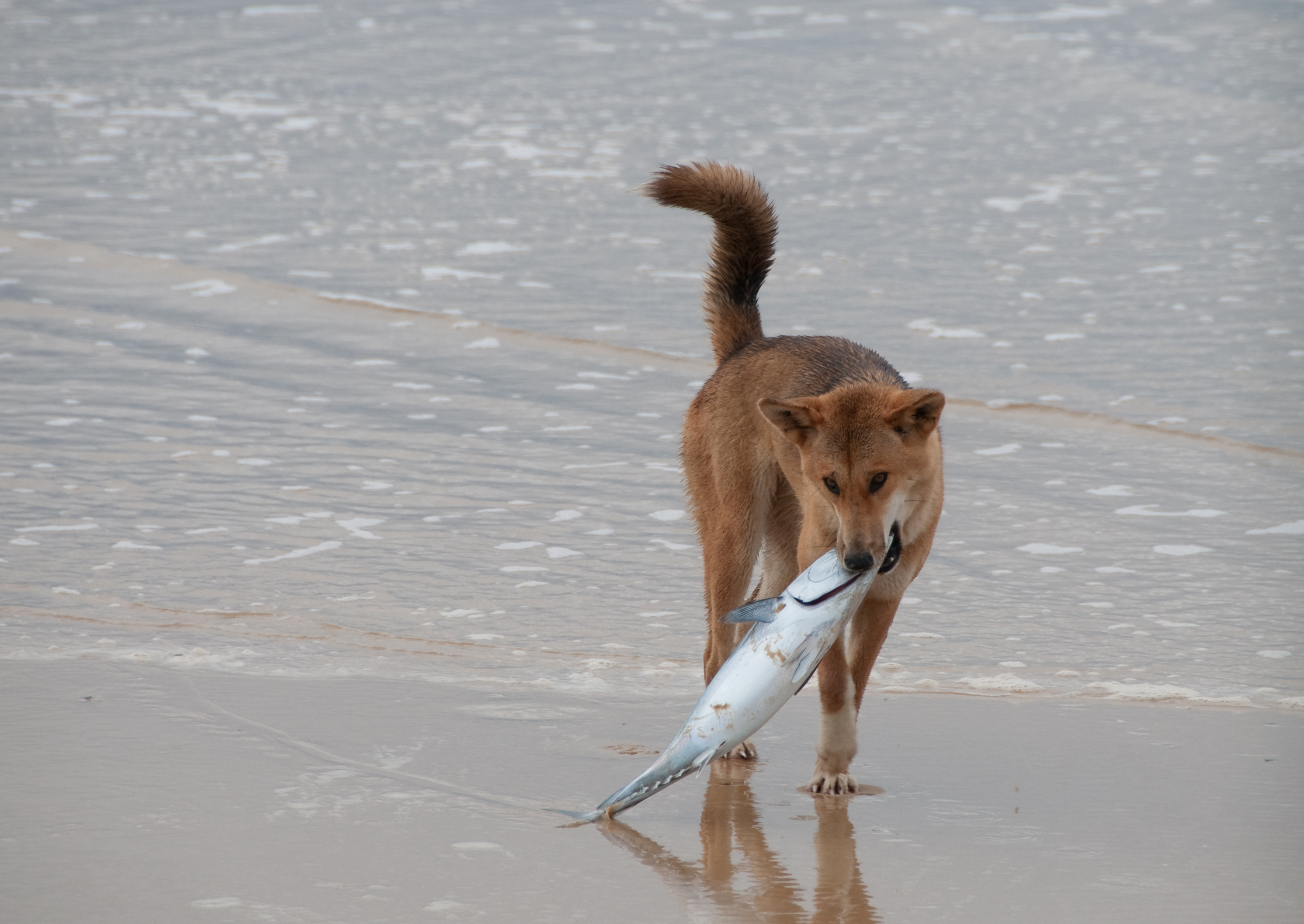
Dingo (chien sauvage).
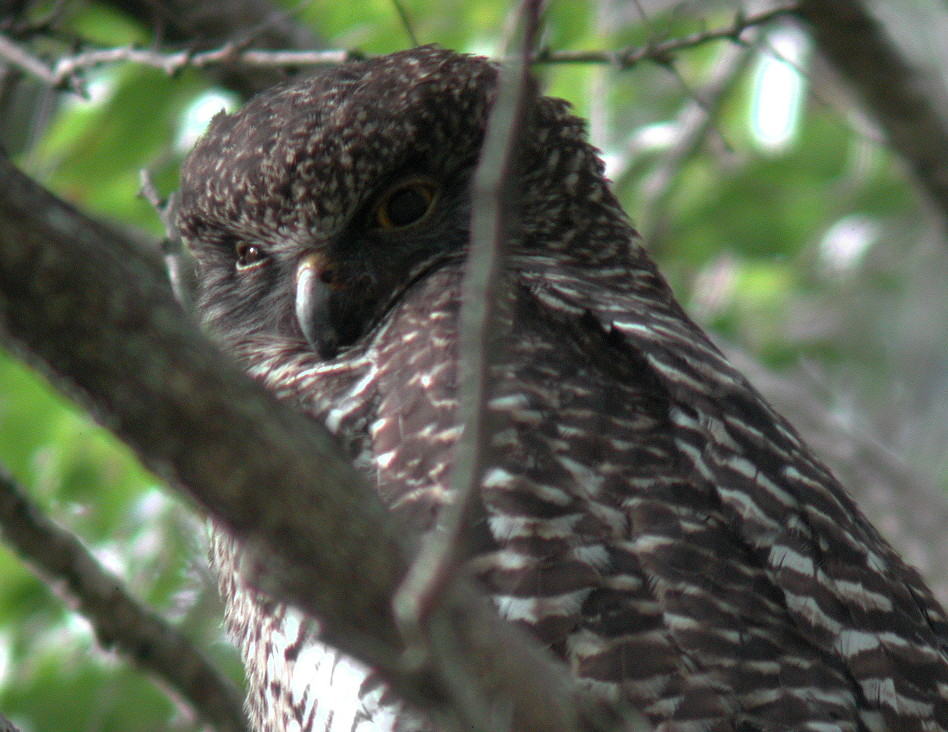
Ninoxe puissante.
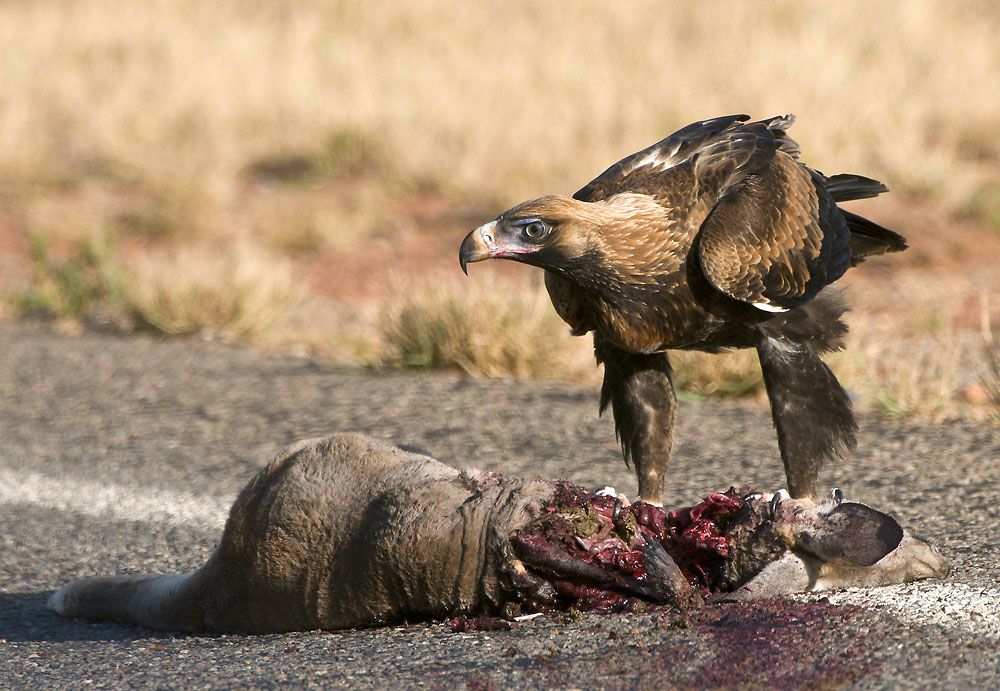
Aigle d'Australie.
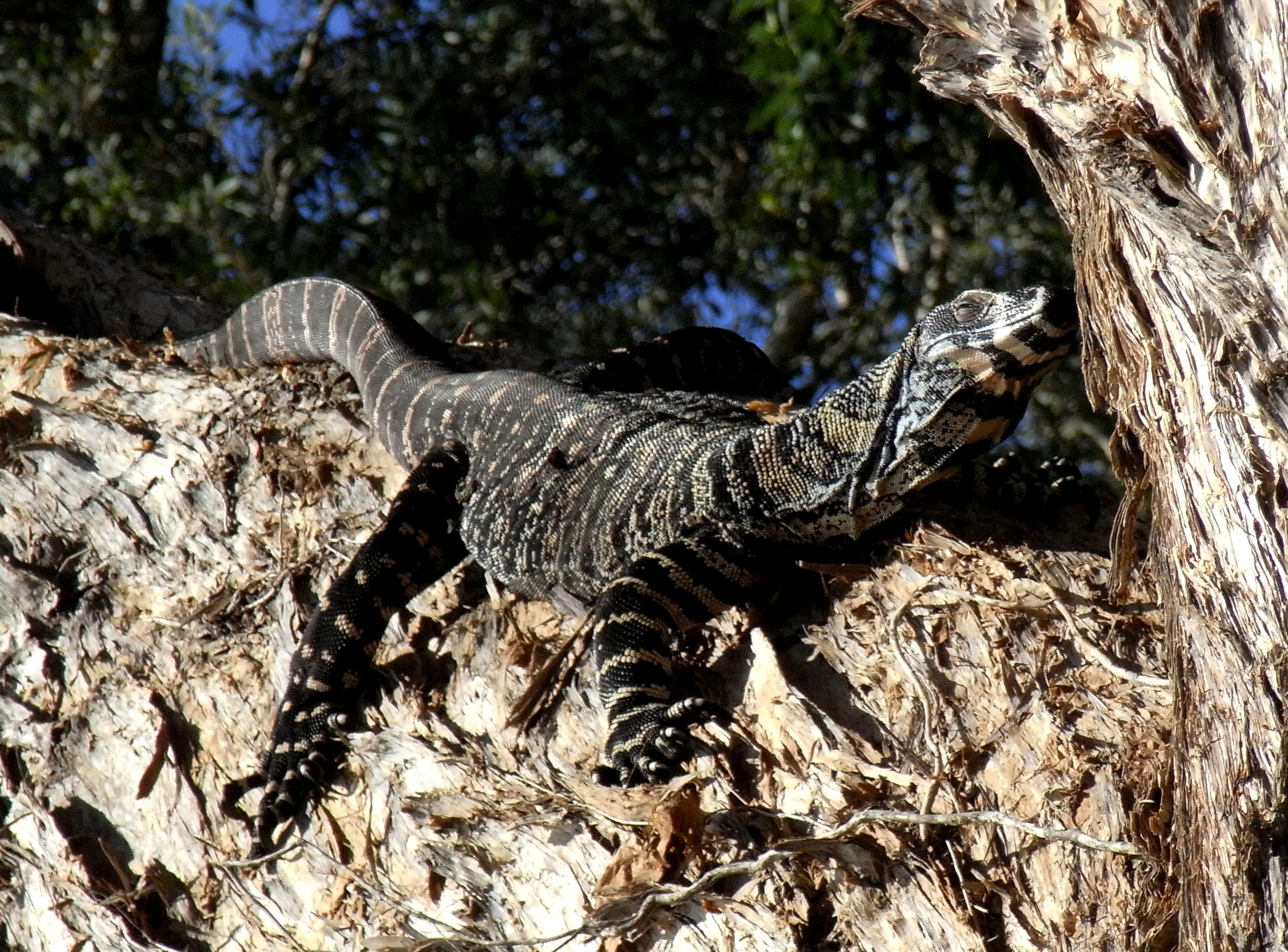
Varan.
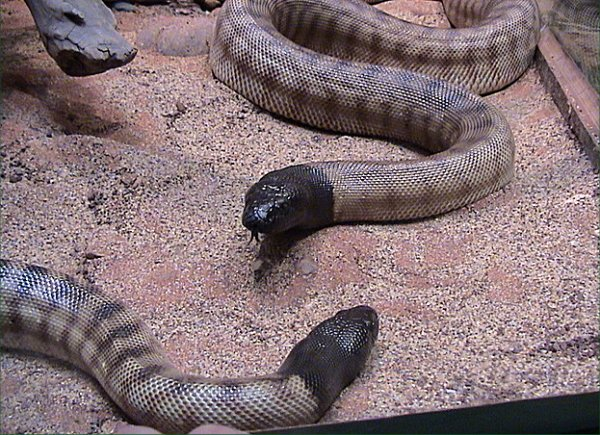
Python (serpent).
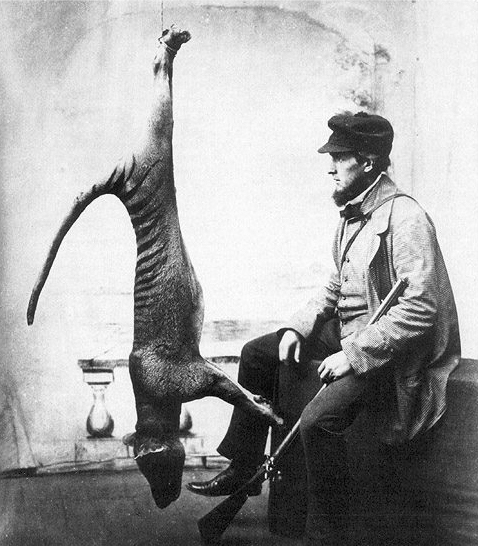
Homme.
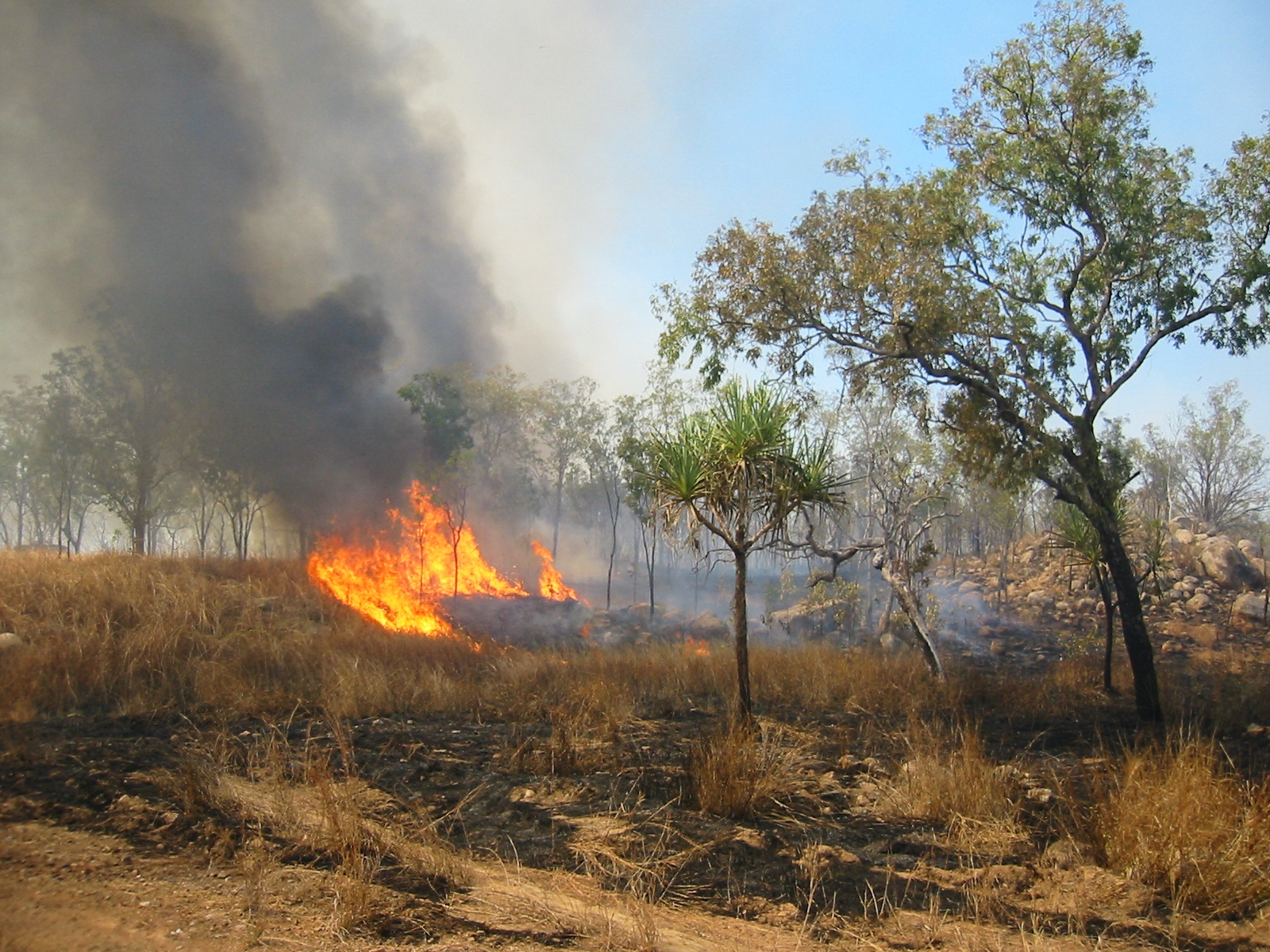
Feu de forêt.
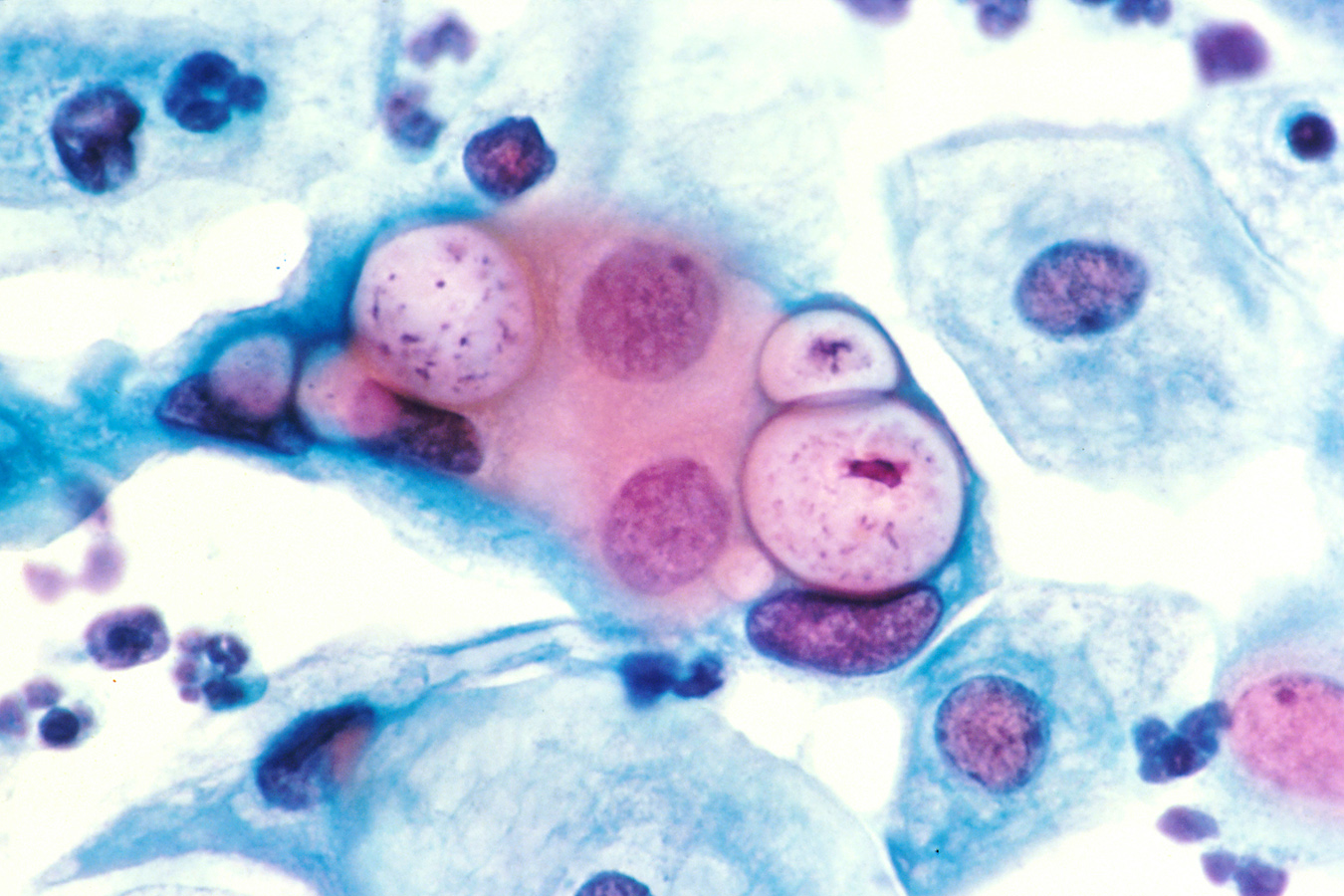
Chlamydia.

### Maladies et pathologies
La fréquence d'apparition des maladies est un indicateur de problèmes nutritionnels et environnementaux. Dans un espace vital viable, l'incidence de koalas malades est faible et ne pose pas de problème de survie à la communauté. La diversité génétique localement insuffisante peut cependant augmenter la fréquence de certaines maladies. Dans ce cas, la communauté devient très vulnérable aux maladies.
Alors que dans la nature, leurs prédateurs sont presque inexistants, les koalas ont un mauvais système immunitaire et sont souvent malades : cystite, périostite crânienne, conjonctivite, sinusite, maladies urogénitales, maladies respiratoires et intestinales, ulcères, cancer de la peau, déshydratation et déperdition musculaire. Leur maladie la plus courante, la sinusite, peut évoluer en pneumonie, surtout pendant la saison froide. Les épizooties de sinusite ont durement touché les populations de koalas entre 1887 et 1889 et entre 1900 et 1903. Les koalas sont particulièrement sensibles au stress lié à leur espace vital et au stress corporel. Le koala peut alors se mettre à remuer les oreilles et un hoquet peut même se faire entendre. À cause de la grande activité et du stress de la période de reproduction, ils deviennent particulièrement sujets aux maladies. Les koalas très malades peuvent être détectés avec une fourrure mouillée après une averse, car ils n'ont plus assez d'énergie pour l'entretenir régulièrement, l'effet de perlé disparaît alors. Souvent, ils ont aussi des tiques en quantité inhabituelle. De nouvelles tiques, provenant du Japon et d'Indonésie, ont d'ailleurs été introduites accidentellement par l'homme, ainsi que de nouvelles maladies transmissibles aux koalas. Chez les vieux koalas, cela peut être aussi le résultat de l'usure des dents, car ils ne peuvent plus mâcher les feuilles et doivent par conséquent mourir de faim.
Les symptômes présentés par un koala malade sont :
- des yeux rouges ou larmoyants ;
- de la bave coulant de la gueule ;
- une fourrure à l'aspect mouillé ou collé ;
- un ralentissement de l'activité ;
- un maintien sur le même arbre pendant plusieurs jours ;
- une station assise au sol ou dans les branches basses de l'arbre sans fuite si quelque chose approche ;
- quatre membres non utilisés dans leur totalité quand il grimpe aux arbres ;
- un gonflement autour des oreilles ;
- une perte de poids brusque.

#### Chlamydiose
Très souvent apparaissent des infections de Chlamydia. Elles se transmettent sexuellement et se répandent facilement. Elles peuvent rendre les femelles stériles, ce qui pourrait avoir de graves conséquences sur la survie de l'espèce. Des populations du Victoria ont été contaminées par des transferts de l'île Phillip. On estime aussi que 70 à 90 % des populations sauvages du Queensland et du Victoria sont atteintes. Malgré cette incidence très élevée, seulement 5 % des populations présentent des symptômes de la maladie. Il existe deux syndromes principaux associés à la chlamydiose :
- l'inflammation de la vessie ou cystite, qui peut entraîner une fertilité réduite, des pertes urinaires et une infection des voies urinaires (causée par Chlamydophila pecorum) ;
- des infections oculaires qui peuvent entraîner une baisse de la vision et un risque accru de prédation par les chiens[26].

Pour certaines communautés isolées, particulièrement sur l'île Raymond (en), l'île du Serpent et dans le Parc national du Mont Eccles (en), les populations, bien que positives aux Chlamydia, ont tellement prospéré qu'elles posent un problème environnemental en termes de surconsommation des ressources.
On spécule que c'est la production de cytochrome P450, qui se passe dans le foie pour que le koala puisse digérer les toxines de la feuille d'eucalyptus, qui entrave l'efficacité de l'antibiotique chloramphénicol chez le koala, qu'on y utilise pour traiter les Chlamydia.

#### Rétrovirus
Le génome du koala contient un rétrovirus (KoRV) qui est assez similaire au virus responsable de la leucémie du gibbon. Le koala peut être infecté soit par transmission génétique, soit par exposition à des espèces mammifères infectées. Il existe de fait une très forte incidence de leucémie et de lymphome chez les koalas. On estime que 3 à 5 % des populations sauvages sont touchés. Chez les koalas en captivité, 60 % des individus le sont. Comme les koalas sont aussi touchés par la chlamydiose, qui est communément associée à une dépression immunitaire chez beaucoup d'autres espèces, les scientifiques pensent qu'un lien existe entre le rétrovirus et la leucémie, le lymphome et la chlamydiose du koala. Un lien similaire existe dans le virus de la leucémie du chat. Le rétrovirus du koala (KoRV) pourrait avoir été transmis aux koalas par les rats. Le rétrovirus n'est certainement entré dans le génome des koalas que pendant les cent dernières années.
Même si les populations du nord sont le plus durement touchées, toutes les populations ne sont pas encore touchées. Les populations du sud sont les moins affectées. Mais la progression du rétrovirus continue. Il n'existe aucun moyen de prévention, ni de guérison.

#### Parasites
Comme la plupart des mammifères, le koala possède sa mite spécifique, Koalachirus perkinsi (Domrow), qui vit en ectoparasitisme sur la surface de son corps, mais aussi dans les conduits des glandes exogènes et le système digestif. Elle se nourrit majoritairement de graisses et substances huileuses. On la suspecte de jouer un rôle dans la transmission de la chlamydiose.

## Étymologie et dénominations
Le mot koala vient du darug, une langue aborigène éteinte de la région de Sydney, gula ou gulawany. Bien que la voyelle /u/ ait été transcrite à l'origine en écriture latine comme « oo », conformément aux règles de transcription anglaises (dans des orthographes telles que coola ou koolah), ce qui aurait donné coula en français, elle s'est ensuite modifiée en « oa » vraisemblablement à cause d'une erreur. On indique quelquefois à tort que le mot signifierait « ne boit pas », d'autres fois « amer »
D'autres noms aborigènes pour l'animal sont : kallwein, kuhlewong, kolo, kola, kuhla, kaola, karbor, burabie et goribun.
Le mot n'apparaît dans le Dictionnaire de l'Académie française qu'au XXe siècle dans la 9e édition (1992-…).
Bien que le koala ne soit pas un ours, les colons anglophones de la fin du XVIIIe siècle, l'ont tout d'abord appelé koala bear à cause de sa grande ressemblance morphologique avec les ours. Ce nom de koala bear, bien que taxinomiquement incorrect, est toujours utilisé dans certains pays hors d'Australie, ce qui n'est pas recommandé à cause de l'inexactitude du terme,,,,. Il existe d'autres noms anglais descriptifs tout aussi incorrects basés sur bear comme monkey bear (ours-singe), native bear (ours indigène) et tree bear (ours arboricole). Il fut un temps où l'on trouvait aussi en français ours d'Australie.

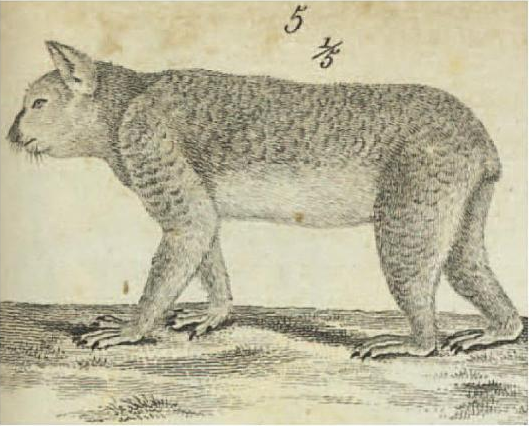
Le koala par Cuvier en 1817.

Cette comparaison erronée avec les ours lui a valu en 1816 le nom scientifique du genre, forgé par le zoologue et anatomiste Henri-Marie Ducrotay de Blainville, Phascolarctos (Φασκολάρκτος), terme dérivé du grec ϕάσκωλος (phaskolos) « poche, outre » et ἄρκτος (arktos) « ours ». Tandis qu'en 1817 le zoologue Goldfuss lui donne sur simple base de la gravure de Georges Cuvier son nom d'espèce, cinereus, signifiant en latin « cendré », tout en nommant son genre Lipurus. Les deux dénominations du genre sont en concurrence jusqu'en 1840, date à laquelle Phascolarctos cinereus est adopté définitivement.
Le koala a aussi été comparé au paresseux, ce qui lui a valu son nom de « paresseux australien », tout aussi impropre qu'« ours ». À l'époque, le paresseux était considéré comme un animal extrêmement stupide et le koala fut dédaigné par les zoologues britanniques jusqu'à ce que Blainville s'y intéresse lors d'un voyage à Londres.
À l'heure actuelle, en français, il est simplement appelé « koala »,, puisque c'est la dernière espèce vivante du genre Phascolarctos.

## Systématique
Le nom valide complet (avec auteur) de ce taxon est Phascolarctos cinereus (Goldfuss, 1817). L'espèce a été initialement classée dans le genre Lipurus sous le protonyme Lipurus cinereus Goldfuss, 1817.
Phascolarctos cinereus a pour synonyme Lipurus cinereus Goldfuss, 1817

### Phylogénie
Les koalas appartiennent à l'ordre des mammifères marsupiaux des diprotodontés, c'est-à-dire qu'ils ont deux incisives inférieures pointant vers l'avant. Ils sont du sous-ordre des vombatiformes qui comprend notamment les wombats (voir aussi la systématique des diprotodontés). Les origines des koalas ne sont pas clairement établies, même s'il est presque certain qu'ils descendent d'animaux terrestres semblables aux wombats. Ils ont commencé à diverger il y a 42 millions d'années, à la fin de l'Éocène. La poche des koalas orientée vers l'arrière et le bas est d'ailleurs un héritage des wombats creuseurs de terriers. Alors que ceux-ci sont restés au sol, les koalas ont adopté un mode de vie arboricole, à l'instar des dendrolagues qui ont divergé de leurs ancêtres terrestres pour résider dans les arbres.

### Histoire évolutive
Les koalas sont les uniques représentants restant de la famille des phascolarctidés.
Les premiers fossiles connus de la famille des koalas ont été découverts en Australie septentrionale et ont été datés de l'Oligocène, de 20 à 25 Ma c'est-à-dire plus précisément durant le chattien. Ils sont cependant rares et on ne trouve souvent que des dents et des os isolés.
Une explication de la rareté inhabituelle de ces fossiles serait que les premiers koalas étaient eux-mêmes rares. Il est vraisemblable qu'ils se soient spécialisés dans la consommation des feuilles des ancêtres des eucalyptus actuels, qui n'étaient que faiblement représentés dans l'ancienne forêt humide australienne. Les fossiles du koala actuel (Phascolarctos cinereus) remontent au maximum à 1,81 MA, c'est-à-dire au Pléistocène. La glaciation de Würm et la dérive progressive du continent vers l'équateur entrainent un assèchement de la région. L'eucalyptus a pu ainsi s'étendre jusqu'à dominer de plus en plus les régions de forêts claires d'Australie. Les koalas se sont adaptés à ces nouvelles conditions de sècheresse. On suppose que les eucalyptus et les koalas se sont développés conjointement pendant des milliers d'années et que les koalas de l'époque des Aborigènes étaient plus nombreux et plus largement répartis que leurs ancêtres. Des fossiles montrent que les koalas étaient présents en Australie-Occidentale au Quaternaire.
Au Miocène et au Paléocène, on trouvait de nombreuses espèces de koalas ou animaux similaires dans toute l'Australie. Les 18 représentants des quatre autres genres (Perikoala, Madakoala, Koobor, Litokoala) étaient vraisemblablement aussi des mangeurs de feuillage, qui ne se différenciaient guère du koala d'aujourd'hui. Au Pliocène, Phascolarctos stirtoni, ou Koala géant, était deux fois plus gros que le koala actuel.
Il y a plus de 50 000 ans, il existait un koala géant du genre Koalemus qui habitait les régions méridionales d'Australie (Queensland e.a.[Quoi ?]).

### Sous-espèces

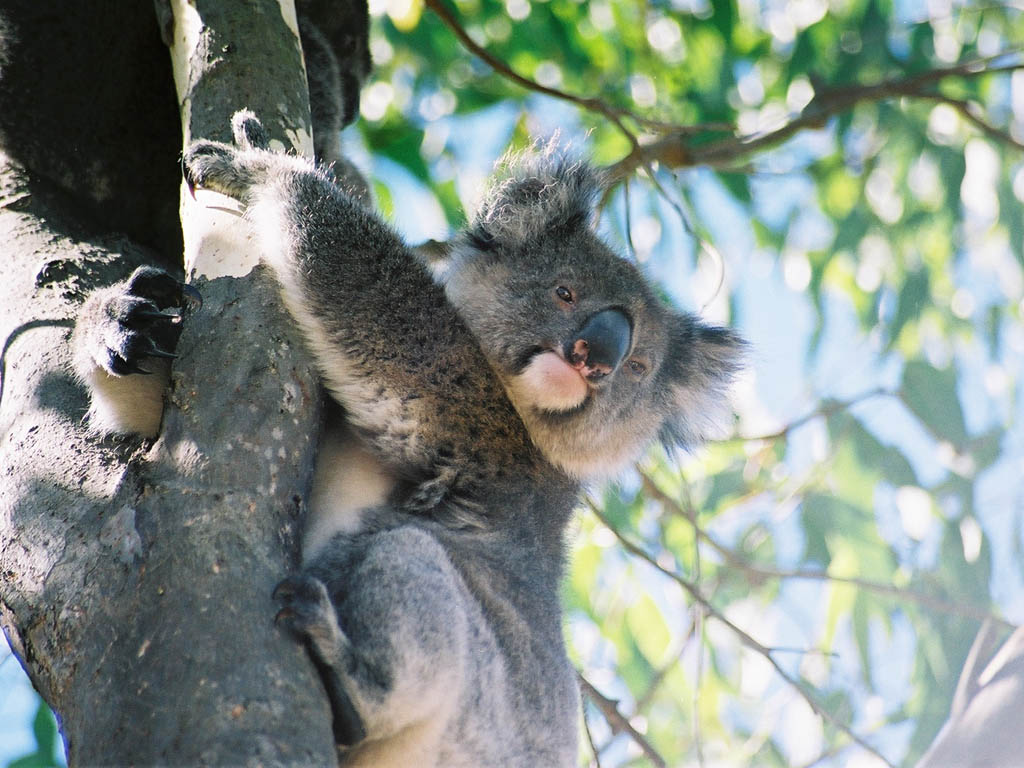
Un koala méridional sur l'Île Kangourou, non indigène sur cette île.

Les études du génome mitochondrial montrent qu'il n'y a pas assez de différenciation pour soutenir l'existence de sous-espèces. Traditionnellement, trois sous-espèces de koalas sont différenciées d'un point de vue morphologique. Ce sont cependant des choix arbitraires à partir d'une cline et ils ne sont pas généralement acceptés. La distinction suit d'ailleurs les frontières des États. En fait, le passage d'une forme à une autre est continu et il existe des différences substantielles entre individus d'une même région telles que la couleur du pelage ou autres. Selon la règle de Bergmann, les individus du sud, au climat plus frais, sont aussi plus grands.
La sous-espèce de la région du fleuve Nepean en Nouvelle-Galles du Sud, le koala de New South Wales (Phascolarctos cinereus cinereus) est de taille moyenne. Ce koala possède une fourrure relativement épaisse, qui semble être un mélange de gris en raison des pointes gris cendré. Son poids habituel varie de 15 kg pour les mâles à 8,5 kg pour les femelles.
La sous-espèce septentrionale, le koala de Queensland (Phascolarctos cinereus adustus), a été décrite en 1923 sur la base d'un exemplaire du Queensland. Elle est nettement plus petite (environ 6,5 kg pour le mâle et 5 kg pour la femelle) et possède une fourrure argentée, presque gris sale, beaucoup plus courte et moins épaisse.
La sous-espèce méridionale, le koala de Victoria ou koala victorien (Phascolarctos cinereus victor),, est par contre nettement plus grande. Elle est caractérisée par une fourrure plus longue et plus épaisse, d'un gris plus foncé, plus chatoyant, presque cannelle, aux accents chocolat sur le dos et les avant-bras. Elle a une face ventrale claire plus proéminente et des touffes d'oreilles d'un blanc laineux.

## Le koala et les hommes
Les relations entre les hommes et les koalas ont subi de grandes variations au fil du temps. Les peuples premiers n'y attachaient ni plus ni moins d'importance qu'aux autres animaux de leur environnement. Les premiers colons en Australie le considéraient comme une curiosité et commencèrent à le chasser pour sa fourrure. De nos jours, il est reconnu internationalement comme le symbole de l'Australie et fait l'objet de mesures de protection renforcées.

### Les Aborigènes et leTemps du rêve
Les Aborigènes chassaient les koalas pour leur viande et leur fourrure, mais sans le préférer à d'autres animaux. La culture aborigène implique des pratiques de chasse durables, ce qui n'a jamais mis en danger les populations de koalas. De nombreuses légendes du Temps du rêve sont transmises oralement sur le koala, qui expliquent ses particularités corporelles. Il fut souvent utilisé comme symbole de totem. Celui qui le prenait comme totem ne devait plus le tuer. Le koala est considéré comme faisant partie de la création du Temps du rêve.

#### Koobor le Koala

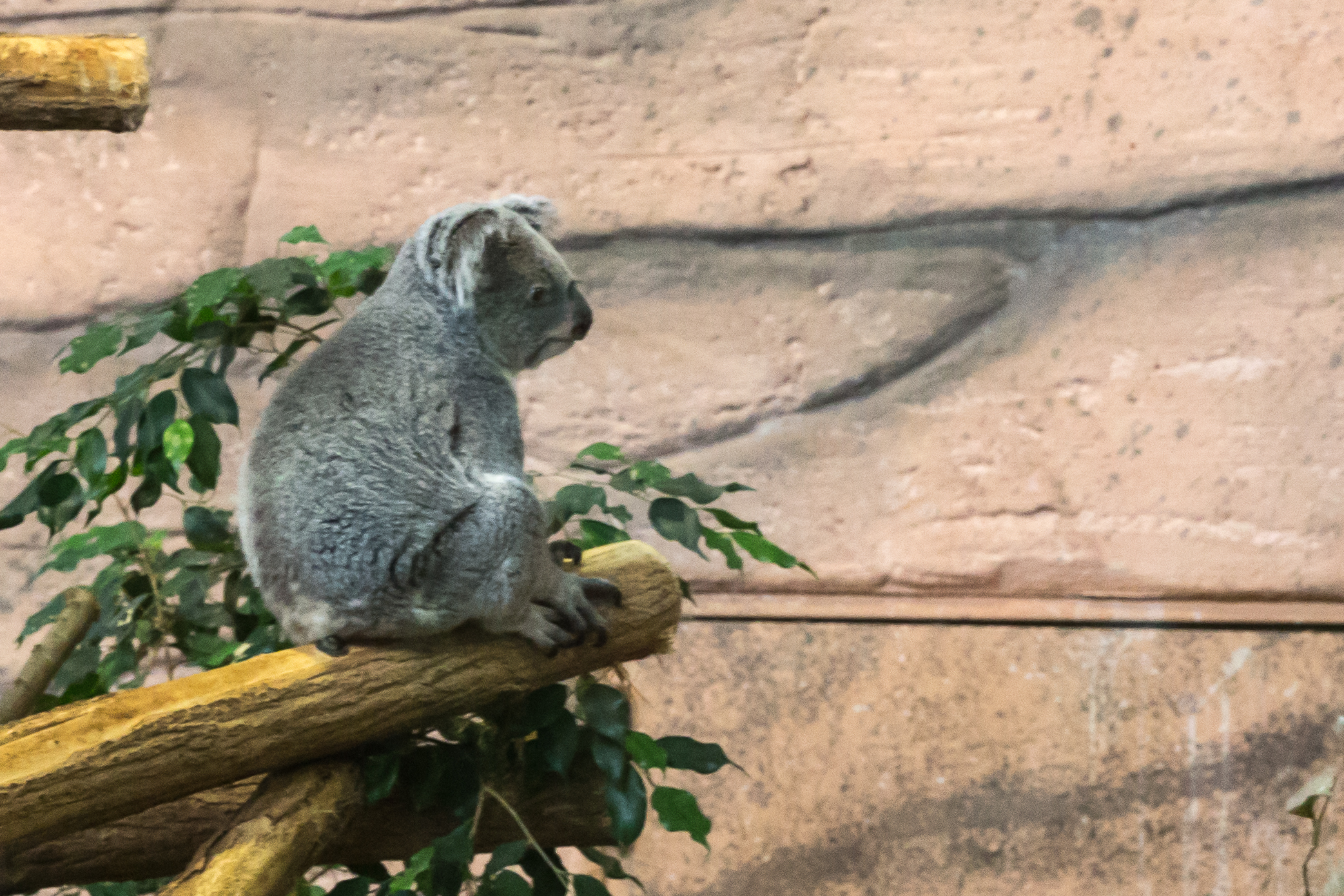
Phascolarctos cinereus (Koala) au ZooParc de Beauval à Saint-Aignan-sur-Cher, France.

Il était une fois au Temps du rêve, un orphelin nommé Koobor constamment maltraité et négligé par son clan. La région était très sèche et chaque soir, tout le monde buvait avant lui et il ne lui restait jamais assez d'eau pour assouvir sa soif. Il dut alors apprendre à vivre en mangeant les feuilles pleines d'eau du gommier, mais ce n'était jamais suffisant.
Un matin, quand le clan partit chercher de la nourriture, ils oublièrent de cacher les seaux d'eaux et pour la première fois dans sa vie, Koobor eût assez d'eau à boire. Il s'en remplit la panse qui était prête à éclater. Une fois, sa soif assouvie, il se rendit compte que son clan serait fort fâché quand il rentrerait. il décida alors de rassembler tous les seaux d'eau et les suspendit à une branche basse pour les cacher. Il grimpa ensuite dans les branches et entonna un chant merveilleux qui fit tellement pousser l'arbre qu'il en devint le plus haut de la forêt.
Le soir, quand les gens du clan de Koobor regagnèrent le village, ils étaient fourbus et assoiffés et devinrent bientôt fort en colère quand ils virent leurs seaux d'eau pendus au plus grand arbre où était Koobor. Ils lui demandèrent de rendre les seaux volés, mais celui-ci refusa et leur dit : "À votre tour d'avoir soif !". Cela les mit dans une colère noire. Plusieurs hommes grimpèrent à l'arbre, mais Koobor les faisait tomber en leur lançant les seaux. Deux sorciers plus fûtés arrivèrent tout de même jusqu'en haut et battirent Koobor à plate couture et lancèrent son petit corps brisé qui s'écrasa par terre.
Alors que tous regardaient, ils virent le corps brisé se métamorphoser en koala et grimper à l'arbre tout proche. Il s'assit alors au plus haut des branches et commença à mâcher des feuilles de gommier. Koobor leur dit alors :" Vous pouvez me tuer pour me manger, mais ma peau ne peut être ni dépecée, ni mes os brisés avant que je ne sois cuit. Si quelqu'un ose désobéir, mon esprit assèchera tous les lacs et toutes les rivières, si bien que tout le monde en mourra, et il en sera ainsi de tous les koalas !".
Voilà pourquoi les koalas n'ont pas besoin d'eau pour rester en vie et pourquoi les aborigènes respectent toujours l'ordre de Koobor lorsqu'ils font cuire un koala, car ils ont peur qu'ils ne reviennent et ne leur prenne toute leur eau, les laissant assoiffés pour toujours.

### Curiosité scientifique des premiers Européens

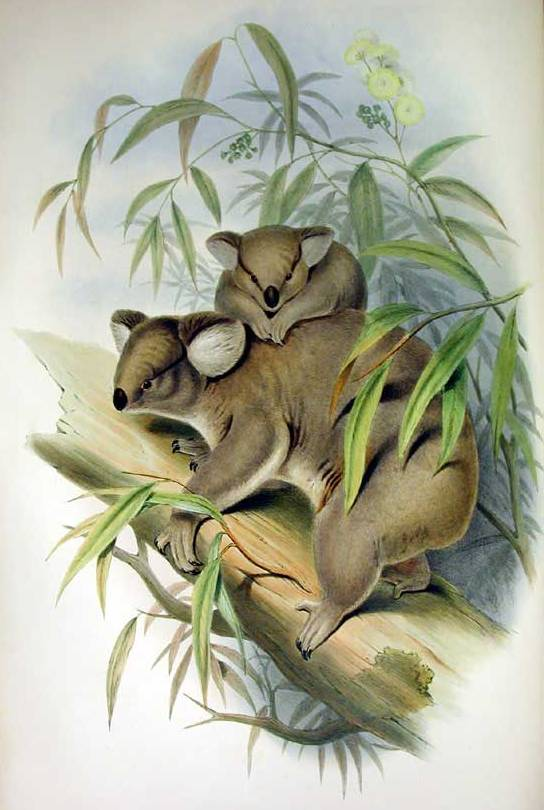
Représentation de 1863 du koala par Gould.

Le koala était resté inaperçu lors de l'expédition de James Cook en 1770. La première mention de son existence figure dans le rapport de John Price, qui, sous les ordres du gouverneur de Nouvelle-Galles du Sud, entreprend une exploration des Montagnes bleues et décrit « un animal appelé cullawine qui ressemble à un paresseux ». En 1802, l'explorateur Francis Barrallier envoie des pattes conservées dans de l'alcool au gouverneur. En 1803, des Aborigènes en apportent des exemplaires vivants au Lieutenant-gouverneur de la colonie à Port Jackson et quelques mois plus tard, le Sydney Gazette en fait une description détaillée. L'animal reçoit son nom scientifique seulement en 1816 (Voir "Étymologie et dénominations" ci-dessus). En 1855, un demi-siècle après sa localisation en Nouvelle-Galles du Sud, le naturaliste Wilhelm von Blandowski le trouve en Australie-Méridionale et en 1923, O. Thomas le localise dans le sud-est du Queensland. Les populations d'Australie-Méridionale ont été complètement anéanties par les Européens au début du XXe siècle.

### Intérêt économique des fourrures

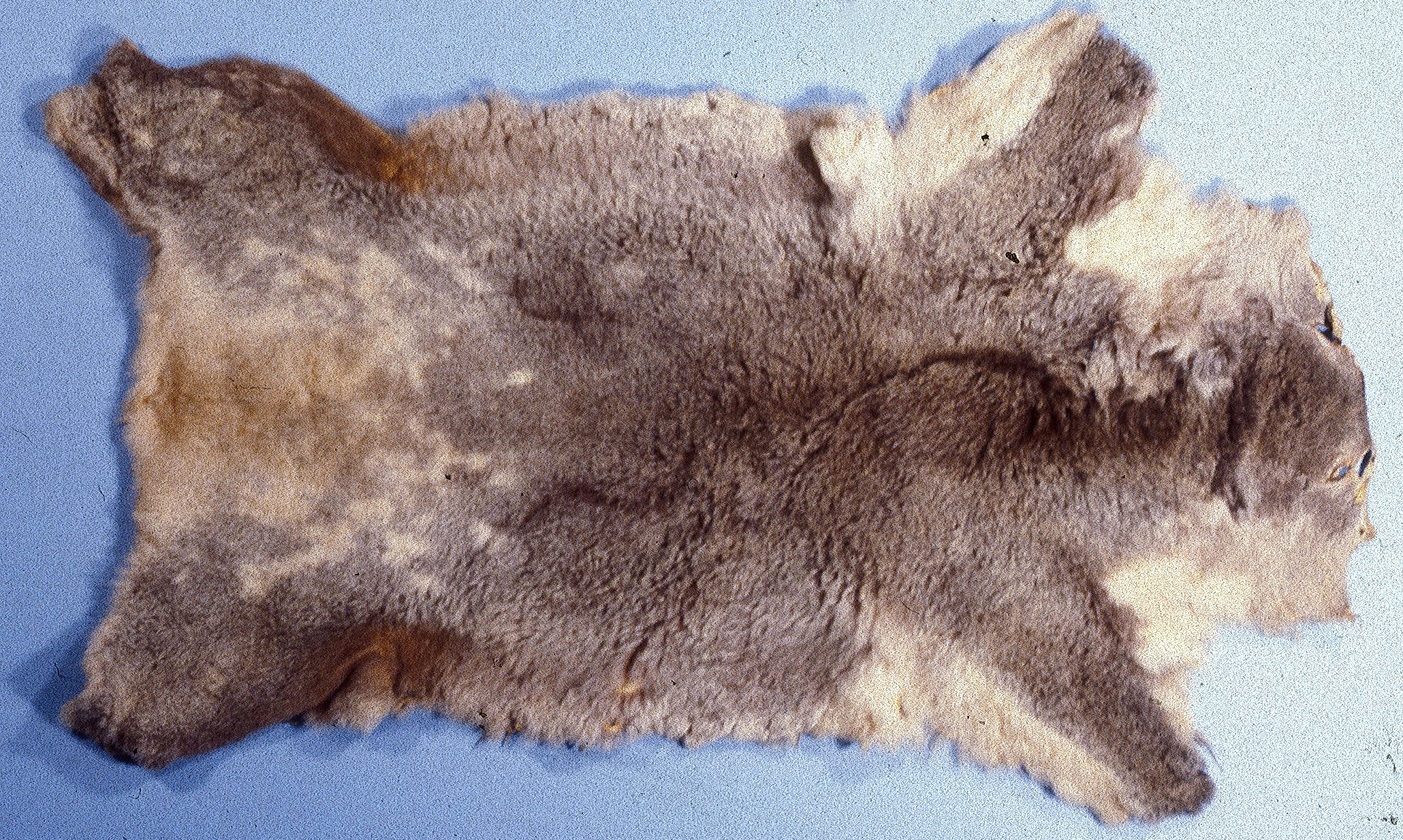
Peau de Koala provenant de la collection de l'ancienne École supérieure de la fourrure de Francfort.

Si les premiers Européens considéraient les koalas comme une curiosité du continent australien, la situation commence à changer à partir de 1788. Les Européens prennent rapidement connaissance de la facilité avec laquelle les Aborigènes attrapent les koalas, qui font naturellement confiance à l'homme. Des centaines de milliers de koalas sont tués pour fournir la demande de fourrure de koala, un article recherché sur le marché mondial (Europe et États-Unis principalement), mais aussi en Australie, où l'on en confectionnait des couvertures de « voiture » très en vogue (15 koalas pour une couverture). Les fourrures de koalas avaient en effet la réputation d'être aussi douces qu’épaisses et résistantes. On en vendit ainsi cinquante-huit mille rien qu’à Sydney en 1908, et plus de deux cent cinq mille entre 1920 et 1921.

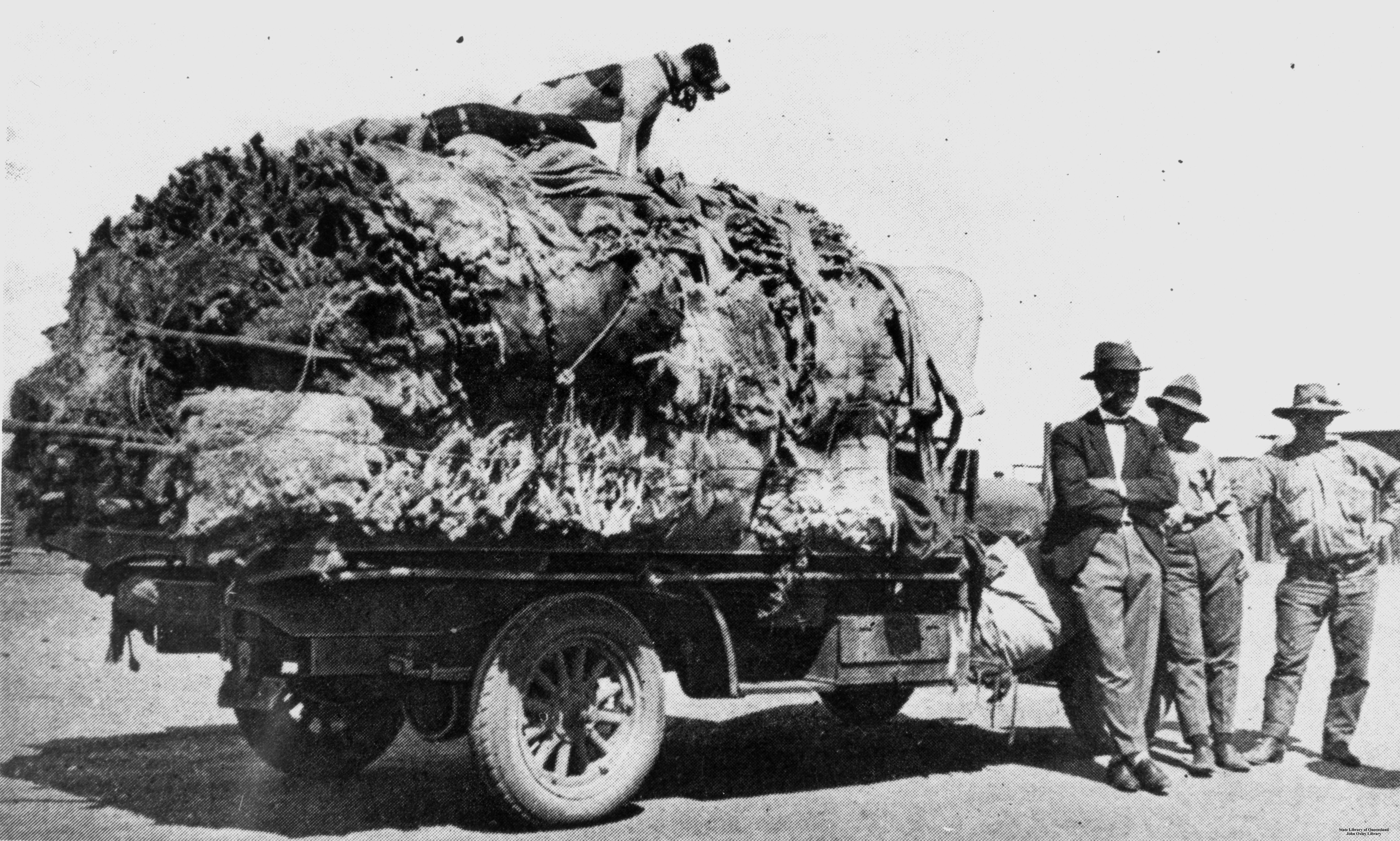
Un camion chargé d'une cargaison de 3600 fourrures de koalas, chassés durant la dernière saison de trappe au Queensland, en 1927.

Entre 1907 et 1927, six saisons de chasse au koala ont été décrétées par le gouvernement australien. Des prélèvements d'envergure ont eu lieu au Queensland en 1915, 1917 et surtout en 1919, quand le gouvernement décide l'ouverture d'une saison de chasse de six mois pour les koalas et les dendrolagues, pendant laquelle un million de koalas sont tués. Cette exécution de masse entraîne cependant des protestations publiques et la même année, une interdiction de leur chasse. Néanmoins, le koala continue d'être chassé en toute illégalité. En 1924, ils disparaissent d'Australie-Méridionale, sont décimés en Nouvelle-Galles du Sud, leur population tombe à 500 au Victoria. Cette même année, deux millions de fourrures sont exportées de ces États. Le commerce de la fourrure se déplace ensuite vers le Queensland.
En août 1927, le gouvernement du Queensland en mal d'électeurs, alors que la sécheresse de 1926–28 engendrait une vague de pauvreté, rouvre officiellement la chasse aux koalas. 600 000 à 800 000 koalas sont massacrés en un mois de chasse, ce qui provoque un soulèvement colossal de l'opinion publique. Cela a certainement été le premier problème environnemental à grande échelle qui ait rassemblé les Australiens. Cette volonté désormais affichée de protéger le koala ouvre la voie à la mise en place de mesures de protection à la fin des années 1930. Mais à cette époque, jusqu'à 80 % de leurs espaces vitaux antérieurs sont déjà détruits. En 1937, le koala est déclaré espèce protégée dans toute l'Australie.

### Intérêt économique du tourisme
L'importance commerciale des koalas est tout aussi importante de nos jours, même si elle adopte une autre forme. Les koalas sont devenus des ambassadeurs du tourisme australien. Ils sont un atout touristique tellement fort, surtout pour l'énorme marché japonais, que des tentatives par certains États fédérés d'interdiction de prendre les koalas dans les bras pour cause de stress engendré aux animaux, ont rencontré l'opposition (vaine) des autorités touristiques.
Quand les populations sont en bonne santé, les koalas sauvages sont facilement observables, mais la plupart des touristes voient les koalas dans des zoos et des réserves, où il est permis de caresser, à défaut de prendre dans les bras.
En 2014, le koala représentait 3,2 milliards de dollars de revenus touristiques.

### Perception actuelle

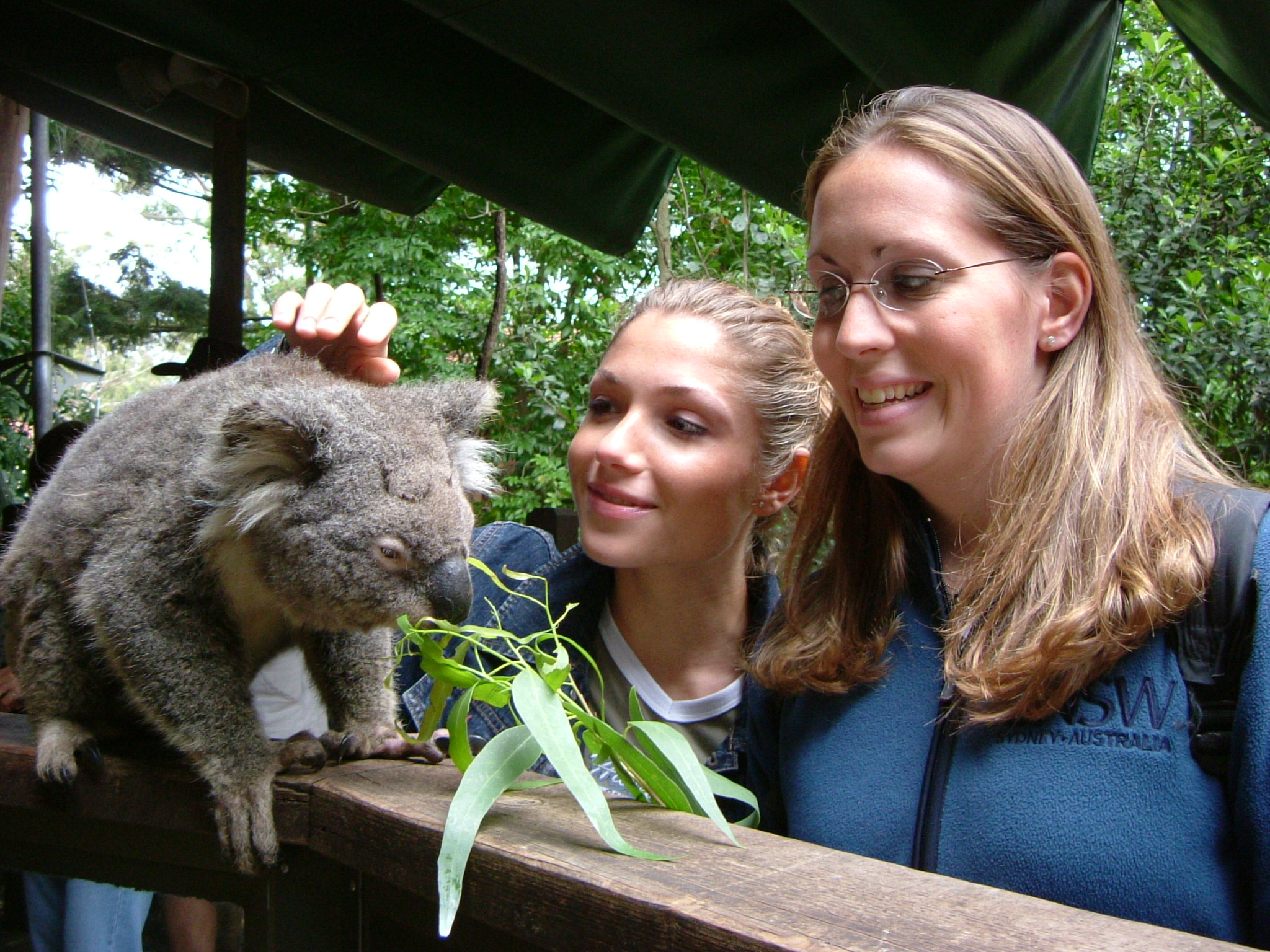
L'opinion publique australienne et internationale est très favorable au koala.

Alors que le koala au début de la colonisation de l'Australie n'était considéré que comme un porteur de fourrure, il est devenu au début du XXe siècle, à l'époque des nationalismes, le symbole reconnu de ce pays. En quelques années, des personnages koalas sont apparus tels que Blinky Bill et Bunyip Bluegum (en). Ils étaient pourvus de caractéristiques humaines et n'avaient que peu de respect pour les principes moraux bien tranchés. Le koala était aussi décrit comme d'un caractère libéré et amusant. Des personnages comme Blinky Bill devaient pointer du doigt les faiblesses et les contradictions de chaque individu. Le koala fait depuis office de personnification du caractère australien. De nombreux dessins et caricatures de koalas ont servi à représenter des traits de caractère répandus tels que la gloire nationale, l'hymne à la maternité, l'humilité et la fierté.
De nos jours, le koala est un animal qui a toujours un grand impact sur l'opinion publique ; c'est un symbole des efforts de protection de la flore et de la faune australiennes. Grâce à son aspect mignon, il jouit d'une forte popularité sur tous les continents. Ses oreilles laineuses et son gros nez, mais aussi son caractère paisible et sa ressemblance à un ours en peluche renforce cette bonne disposition à son égard.

### Le koala dans la culture

#### Littérature
- Le Koala tueur et autres histoires du bush, livre de Kenneth Cook, 2009.

Le koala est abondamment présent dans la littérature jeunesse ou enfantine :
- Les aventures d'Archibald le koala, collection de livres par Paul Cox
- Bébé Koala, collection à partir de 1 an. Auteur Nadia Berkane, illustrateur Alexis Nesme
- Le koala apparaît plusieurs fois dans la série Sandy et Hoppy (bandes dessinées de Willy Lambil) : l’épisode de 1959 « Teddy sur l’eucalyptus » (qui met l’accent sur la nourriture du koala et son milieu naturel) ; l’épisode de 1966 « Koalas en péril » (évoquant les trafics de peaux).
- Le koala est un des héros de la bande dessinée Toto l'ornithorynque (Eric Omond et Yoann).

#### Graphisme
L'aspect attendrissant du koala en fait une figure recherchée par le marketing qui utilise son image, plus ou moins caricaturée, pour vendre toutes sortes d'articles, de la peluche au paquet de biscuits, en passant par diverses mascottes, des jouets ou des objets quotidiens, généralement destinés aux enfants.

## Statut de conservation actuel

### Menaces actuelles pour la survie de l'espèce

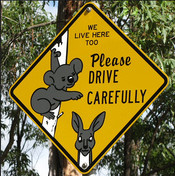
« Nous vivons aussi ici. Roulez prudemment, s'il vous plait ».

- Destruction, dégradation et fragmentation de l'habitat :
  - Urbanisation galopante[79] et spéculation immobilière
  - Défrichements agricoles
  - Exploitation forestière, destruction des futaies
  - Infrastructures électriques, ferroviaires, autoroutières
- Surpopulation : souvent dans les îles où les koalas ont été introduits
- Accidents de la route[79] : décès principalement pendant la période de reproduction alors que les mâles se déplacent beaucoup plus fréquemment.
- Prédateurs : chiens[79], dingos, chats harets, renards, chouettes et aigles ; les jeunes sont les plus vulnérables
- Maladies[79] : chlamydiose, pouvant causer l'infertilité ou la mort de certaines populations
- Changement climatique : déjà perceptible au Queensland occidental et en Nouvelle-Galles du Sud[80]
  - Modifications de la structure et de la chimie des arbres alimentant les koalas
  - Modification des territoires des espèces de l'habitat - tant pour la nourriture que pour les arbres hôtes
  - Sécheresses plus intenses et plus fréquentes
  - Feux de forêts plus intenses et plus fréquents
  - Modification des températures, des précipitations et du taux d'humidité moyen. Le koala est sensible aux canicules[79].
  - Contractions de la distribution du koala

Aujourd'hui, la perte d'habitat et l'impact de l'urbanisation (comme les attaques des chiens ou les accidents de la route) sont les menaces les plus graves pour la survie du koala. Ces dernières années, certaines colonies ont été durement touchées par les maladies, plus particulièrement, chlamydia. L'Australian Koala Foundation est la principale organisation consacrée à la conservation du koala et de son habitat, et qui fait l'inventaire de 400 000 km2 d'espaces vitaux pour les koalas et qui soumet des preuves tangibles du sérieux déclin de l'espèce dans toute sa zone naturelle de répartition. Un problème supplémentaire est posé par le fait que 80 % des koalas vivent sur des terrains privés. Cela est particulièrement vrai sur la côte orientale australienne, où la spéculation immobilière fait rage. L'eucalyptus est aussi utilisé pour fabriquer du mobilier de jardin. 60 % des forêts subsistant en Australie sont composées d'eucalyptus, mais seulement 18 % de ces forêts ne sont pas bouleversées par l'abattage des arbres. L'espace vital se réduit aussi par la déforestation, les mesures d'assèchement des sols et la construction de clôtures.
La population de koalas de l'île Kangourou, dont les koalas ont pour particularité d’être « exempts d’infection » et à ce titre, constituaient une sorte « d’assurance » pour l’avenir de l’espèce, a été très affectée par les feux de brousse de 2019-2020, lors desquels seulement 9000 des 46 000 koalas de l'île Kangourou auraient survécu,. Cette population consistait un élément d'autant plus crucial pour la préservation de l'espèce, qu’une grande partie de la population de koalas sur l’île-continent même a été décimée. 80% de leur habitat des koalas sur l'île a été détruit.
De plus, l'augmentation de CO2 dans l'atmosphère entraînerait un déclin des apports nutritifs des feuilles d'eucalyptus en diminuant leur taux de protéines et en augmentant leur taux de tanins,.

### Statut des populations
On estime le nombre de koalas existants avant la colonisation européenne à environ 10 millions d'individus. Au début du XXe siècle, l'exploitation commerciale du koala s'est traduite par des millions de fourrures vendues à l'exportation et à la quasi-extinction de l'espèce.
Il ne semble pas y avoir de preuves « que la chasse précoce ait eu un impact à long terme sur la population globale », estime-t-on en 2008.
En 2001, le koala est repris dans la liste du rapport sur l'état de l'environnement de la Communauté australienne (Commonwealth of Australia) comme étant l'une des huit espèces nuisibles d'Australie.
À l'heure actuelle, le statut est déterminé par chaque État fédéré : Queensland, Nouvelle-Galles du Sud, Victoria, Australie-Méridionale.
En février 2022, le koala est classé comme « en danger » dans les états du Nouvelle-Galles du Sud, du Queensland et du territoire de la capitale australienne après l'effondrement des populations de koalas dans ces régions causé par la déforestation et les incendies de 2019-2020,.
L'estimation de la taille des populations ne fait pas l'unanimité. Des estimations précédentes faisaient état de 100 000 koalas et plus, mais ce chiffre semble fortement exagéré pour l'Australia Koala Foundation. En effet, d'autres estimations concluent à un déclin de 50 à 90 % de la population globale de koalas. Le chiffre réel devrait se situer entre 43 000 et 80 000 individus.
|                        | Population estimée              | Statut de conservation Éteint, En danger, Vulnérable, Quasi menacé, Préoccupation mineure | remarques |
| UICN                   | n.d.                            | (2016)                                                                                    | Recommandations : Mise en œuvre d'une stratégie nationale pour la conservation du koala Renouvellement des modèles d'évaluation de la diversité des habitats préférés des koalas Enquêtes régionales et locales de distribution, des préférences d'arbre, des habitats critiques Mise en œuvre de plans de gestion régionaux Gestion des populations pour éviter le surpatûrage Soutien positif de la société civile dans la gestion du koala |
| États-Unis FWS         | n.d.                            | (EN)                                                                                      | depuis 2000,. en vertu d'une loi à portée universelle |
| Australie              | plusieurs centaines de milliers | pas de législation fédérale                                                               | Le koala est sur la liste des espèces prioritaires pour l'évaluation du statut de conservation. depuis 2008. |
| Queensland             | 17.810 - 35.200                 | dans tout l'État dans le sud-est"".                                                       | territoires réduits de 30 % |
| Nouvelle-Galles du Sud | 5.685 - 9.365                   | dans tout l'État variations régionales entre "préservé" et "éteint localement".           | déclin de certaines populations côtières augmentation à l'ouest de la Cordillère australienne |
| Victoria               | 20.020 - 40.050                 | pas de protection particulière car considéré comme "grande population prospère" (en 2007) | grandes populations dans le sud et l'est, y compris le Parc national du Mont Eccles densités plus faibles dans les forêts sèches et les forêts du nord |
| Australie-Méridionale  | >28.000                         | () Protégé jusqu'en 2008                                                                  | Populations (ré)introduites. Protection retirée car surpopulation sur l'île Kangourou avec destruction de l'environnement |
| Tasmanie               | non endémique                   | non endémique                                                                             | non endémique |
| Territoire du Nord     | non endémique                   | non endémique                                                                             | non endémique |
| Australie-Occidentale  | n.d.                            | depuis 10 000 ans                                                                         | Populations (ré)introduites, quelques réserves ont été créées |

L'Australian Koala Foundation estime pour sa part qu'il reste environ 100 000 koalas dans la nature.
Elle avait déjà averti pour 2008 que si aucune mesure de protection efficace n'était prise, les koalas seraient dans une situation critique et dès lors menacés d'extinction.
D'après un rapport de l'UICN de décembre 2009 pour la Conférence de Copenhague de 2009 sur le climat, le koala serait l'un des animaux les plus menacés par le réchauffement global. En 2013, une étude de l'université de Sydney précise cette menace : les koalas ont besoin d'autres arbres que les eucalyptus pour survivre à des températures plus élevées, des canicules et des sécheresses.
Contrairement à la situation sur la plus grande partie du continent, où les populations déclinent, les koalas, comme beaucoup d'autres espèces, peuvent entraîner une explosion démographique dans des petites îles ou des régions isolées où ils ont été introduits.
Sur l'île Kangourou en Australie-Méridionale, les koalas introduits il y a quelque 90 ans ont prospéré en l'absence de prédateurs et de concurrence. Combiné à une impossibilité de migrer vers de nouvelles zones, cela a entraîné une surpopulation insupportable qui menace l'écosystème unique de l'île. Plus particulièrement, les gommiers blancs, endémiques à l'île ont été pillés par le koala plus rapidement qu'ils ne pouvaient se régénérer, mettant par là-même en péril les oiseaux locaux et les invertébrés qui dépendent de ces arbres. Au moins une population isolée de gommiers aurait été éradiquée.
Alors qu'on avait suggéré la chasse pour en réduire le nombre et que le gouvernement australien envisageait sérieusement une telle éventualité en 1996, une opposition farouche aussi bien nationale qu'internationale s'est exprimée et l'espèce est restée protégée. La popularité du koala rend certainement toute chasse politiquement improbable, vu les conséquences touristiques et l'impact électoral négatifs. En lieu et place, des programmes de stérilisation et de transfert ont eu un succès limité dans la réduction des effectifs jusqu'à présent et restent coûteux. Une alternative proposée à la méthode complexe de stérilisation, où l'animal doit d'abord être capturé, serait d'injecter des implants hormonaux à distance à l'aide de fléchettes.

### Génétique
La réduction des variations génétiques sont un problème potentiel dans la gestion des populations de koalas.
Avec les épisodes historiques d'effondrement des populations, les transferts et la fragmentation des territoires, c'est surtout dans les États du sud de l'Australie que le problème se pose, plus particulièrement dans le sud-ouest du Queensland où la fragmentation est très importante. Pour l'instant, cette faible variation n'a pas eu de répercussions prouvées scientifiquement sur les populations.

## Protection

### Historique
En 1890, l'exploitation commerciale est interdite dans le Victoria. À la suite de l'extinction de l'espèce en Australie-Méridionale en 1920, le koala est introduit sur l'île Kangourou et quelques autres localités sur le continent, pour créer des populations de réserves.
En 1927, le Queensland met fin aux permis de chasse.

### Protection in-situ
Depuis 2012, le Koala est listé au titre du "Environmental Protection Biodiversity Conservation
Act 1999". Les populations protégées sont celles du Queensland, de la Nouvelle-Galles du sud et du territoire de la capitale. (Les mesures de protections sont mises en place par les États concernés)
Des conseils municipaux de zones à l'urbanisation galopante ont pris des mesures pour préserver l'espace vital des koalas, entre autres au Victoria: ville de Ballarat,, comté de la chaîne Macedon et Glenelg Hopkins Catchment Management Authority et au Queensland : Région de la baie Moreton, Redland City.

#### Au Queensland
L'État doit légalement tenir compte des habitats du Koala lors de la planification des projets d'infrastructures.
La perte d'habitat, occasionnée par les projets d'infrastructure, doit être compensée, ceci soit par une compensation financière soit directement en replantant des arbres pour restaurer l'habitat des koalas (une combinaison des deux est possible).
L'état achète des terrains et signe des contrats de gestion avec les propriétaires fonciers dans les zones prioritaires pour leur conservation.

#### En Nouvelle-Galles du Sud
La stratégie de cet État se décline en plusieurs points :
- transformer 20 000 ha de forêt publique (possédées par l'État) en réserves pour Koala, et transformer en Parcs nationaux 4 000 ha de forêt primaire où l'espèce est présente et acquérir des terres pour la protection de l'espèce ;
- sécuriser les principaux point de collisions routière avec les koalas ;
- créer un réseau efficace de centres de soin dans toute la Nouvelle-Galles du Sud et mettre en place un numéro unique d'appel pour signaler les koalas en détresse[109].

### Maintien en captivité

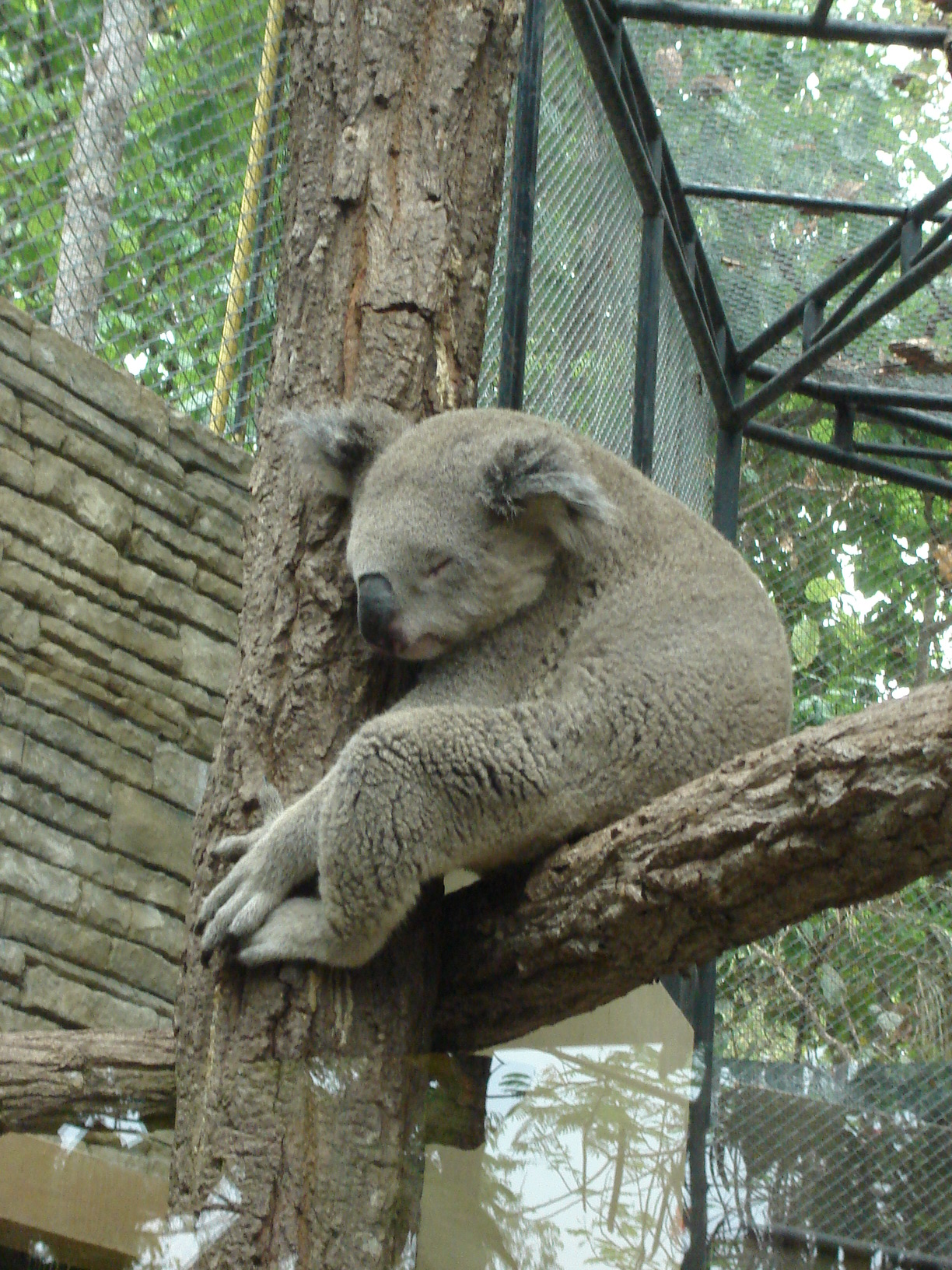
Koala au zoo de Chiang Mai en Thaïlande.

Les premiers koalas à être maintenus en captivité le sont en 1920, au Koala Park de Sydney pour être exposés au public. Depuis, ils sont de plus en plus montrés dans des enclos d'exposition.
Comme pour la plupart des animaux endémiques de l'Australie, le koala ne peut être détenu légalement comme animal particulier en Australie ou partout ailleurs. Les seules personnes habilitées à garder des koalas sont les professionnels de la protection de la nature et occasionnellement les chercheurs scientifiques. Ils reçoivent à cet effet des permis spéciaux, mais doivent les relâcher dans la nature dès qu'ils vont mieux ou alors, quand il s'agit de juvéniles, dès qu'ils sont assez âgés.
Dans les parcs zoologiques, les koalas ne sont que très rarement montrés en dehors d'Australie, ce qui est dû à la difficulté de mettre à la disposition des animaux suffisamment d'eucalyptus adaptés. Il est en effet essentiel de bien comprendre leurs préférences alimentaires.
Afin de pourvoir aux besoins des koalas, les zoos doivent mettre en place une plantation d'eucalyptus. Pour chaque koala, le besoin est de 500 à 1000 arbres de cinq ou six espèces différentes. Il faut planter les arbres quatre à six ans avant d'accueillir les koalas
En enclos, les koalas ne peuvent pas particulièrement exprimer leur disposition à vagabonder, car ils se retrouvent dans des conditions restreintes et à la densité bien plus haute que dans la nature. Ils montrent encore malgré tout certains traits de comportements similaires à leurs congénères sauvages tels que la territorialité et la hiérarchie des mâles.
Les femelles ont une tendance accrue à s'accoupler entre elles en captivité. Les koalas se laissent dans la plupart des cas facilement réintroduire dans la nature.
Le Zoo de San Diego occupe une place particulière, car son programme d'élevage des koalas est le plus fructueux en dehors d'Australie. Il a accueilli des koalas dès 1925, a enregistré sa première naissance en 1960 et en comptabilise plus d'une centaine depuis 1976. Il faut dire que le zoo fait pousser 35 espèces d'eucalyptus et offre à ses koalas au moins quatre espèces différentes par jour. Fort de ce succès, le zoo a lancé un programme de prêt pour l'éducation et la conservation. Des koalas sont prêtés aux zoos du monde entier qui disposent de programmes similaires. En partenariat avec la Fondation australienne pour les koalas (Australian Koala Foundation), le Zoo de San Diego produit l'Atlas de l'habitat du koala (Koala Habitat Atlas).
Le système international d'information sur les espèces tient le registre actualisé de leur détention dans le monde entier.

#### Europe
Les koalas d'Europe sont tous de la sous-espèce du Queensland : Phascolarctos cinereus adustus et sont tous issus du Lone Pine Koala Sanctuary, au Queensland, Australie par l’intermédiaire d'importations directes ou d'importations d'autres zoos (tel San Diego) dont les animaux originaux sont eux-mêmes issus du Lone Pine Koala Sanctuary.
Il y a onze zoos publics en Europe ayant des koalas, listés ci-dessous.
- Allemagne (trois zoos) : Zoo de Duisbourg (depuis 1994, animaux provenant du zoo de San Diego) ainsi que le zoo de Dresde depuis 2013 (animaux provenant du zoo de Duisbourg), zoo de Leipzig depuis 2016 suivant une importation d'animaux provenant du zoo de Planckendael.
- Autriche (un zoo) : zoo de Schönbrunn, à Vienne depuis 2002. Le zoo de Schönbrunn a une paire seulement de koala (nombres pour 2017).
- Belgique (trois zoos) : zoo de Planckendael (Planckendael), depuis 1998 avec une interruption en 2016 cessée depuis une nouvelle importation d'une paire en 2016 provenant du zoo de Leipzig (individu mâle) et du zoo de Beauval (individu femelle). Parc Pairi Daiza à Brugelette depuis 2016, qui a eu jusqu'à 5 koalas[111] provenant d'une importation d'animaux du Lone Pine Koala Sanctuary. Zoo d'Anvers depuis 2015 suivant une importation d'animaux provenant du zoo de Planckendael.
- Espagne (un zoo) : zoo Aquarium de Madrid depuis 2001.
- France (un zoo) : ZooParc de Beauval depuis 2002 (koalas du Queensland).
- Portugal (un zoo) : zoo de Lisbonne (Jardim Zoológico de Lisboa) depuis 1991 suivant une importation d'animaux provenant du zoo de San Diego, ce qui fait d'eux les koalas les plus vieux d'Europe.
- Royaume-Uni (un zoo) : zoo d'Édimbourg depuis 2005 suivant une importation d'animaux provenant du zoo de San Diego.

L'Allemagne et la Belgique sont les pays d'Europe ayant le plus de zoos qui hébergent des koalas avec trois zoos chacun. L'importation européenne la plus ancienne dont les animaux sont encore vivants est celui du zoo de Lisbonne en 1991.
L'Europe a eu deux sous-espèces de koalas à travers le temps. Le koala de Nouvelle-Galles du Sud, qui n'est plus hébergé dans aucun zoo d'Europe, et le nettement plus commun koala du Queensland encore présent en Europe. La première importation de koalas datée en Europe se serait passée en l'an 1880 et était dirigée vers le zoo de Londres où le dernier animal de cette importation mourut en 1882 (seulement deux ans après ce qui montre le manque de connaissance sur la façon de garder des koalas captifs que les zoos avaient à cette époque), ces koalas-là étaient de la sous-espèce du Queensland. Parmi d'autres zoos européens notables ayant eu des koalas mais n'ayant plus cette espèce à présent nous pouvons lister les zoos suivants.
- Allemagne (un) :

- Koala du Queensland (Phascolarctos cinereus adustus) : jardin zoologique de Berlin-Friedrichsfelde (importation de San Diego, individu ayant vécu du 15/04/1994 au 17/09/1994).
- Espagne (un) :

- Koala du Queensland (Phascolarctos cinereus adustus) : le zoo de Barcelone a eu des koalas en 1994 (provenant de San Diego).
- Hongrie (un) :

- Koala du Queensland (Phascolarctos cinereus adustus) : le seul zoo ayant eu des koalas en Hongrie était le zoo de Budapest, de 2015 à 2017.
- Irlande (un) :

- Koala du Queensland (Phascolarctos cinereus adustus) : Le seul zoo ayant eu des koalas en Irlande était le zoo de Dublin, en 1988 suivant une importation d'animaux provenant du zoo de San Diego
- Portugal (un) :

- Koala de Nouvelle-Galles du Sud (Phascolarctos cinereus cinereus) : le zoo de Lisbonne possède toujours une paire de koalas du Queensland depuis 1991, néanmoins le zoo fut aussi l'un des deux seuls zoos en Europe à avoir quelques individus de la sous-espèce de Nouvelle-Galles du Sud (date inconnue).
- Royaume-Uni (un) :

- Koala de Nouvelle-Galles du Sud (Phascolarctos cinereus cinereus) : le zoo de Londres est le seul zoo d'Europe avec Lisbonne à avoir eu deux sous-espèces de koala différentes. En effet, ce zoo fut l'un des deux seuls zoos en Europe à avoir quelques individus de la sous-espèce de Nouvelle-Galles du Sud (date inconnue).
- Koala du Queensland (Phascolarctos cinereus cinereus) : le zoo de Londres a possédé deux femelles koalas provenant du zoo de San Diego de 1989 à 1991.
- Suède (un) :

- Koala du Queensland (Phascolarctos cinereus cinereus) : l'aquarium de Skanset (Skanset/Akvariet) à Stockholm a possédé deux mâles koalas provenant du zoo de San Diego de 2005 à 2007.

#### Amérique du Nord
- Canada : Zoo de Toronto (Toronto Zoo)
- États-Unis : Zoo d'Albuquerque, Zoo de Birmingham, Zoo de Cleveland, Zoo de Fort Worth, Zoo de Houston, Zoo de Jacksonville, Zoo de Los Angeles, Zoo de Milwaukee, Zoo de Palm Beach (Miami), Zoo de Riverbanks (en) (Columbia), Zoo de San Diego, Zoo de Toledo

#### Afrique
Afrique du Sud : Zoo de Pretoria

#### Asie
- Chine : Parc-safari du district de Panyu
- Israël : Gan Garoo Australia Park à Nir-David (de la sous-espèce de Victoria, Phascolarctos cinereus victor). Le zoo a aussi possédé des individus de la sous-espèce de Nouvelle-Galles du Sud jusqu'en 2011.
- Japon : Zoo d'Hirakawa, Zoo de Tama, Zoo de Tennoji (jp:天王寺動物園), Zoo de Higashiyama (Nagoya)
- Taïwan : Zoo de Taipei
- Thaïlande : Zoo de Chiang Mai

#### Australie
L'Australie compte de multiples zoos et réserves naturelles où l'on peut admirer des koalas.